# Episodi di A Certain Magical Index
A Certain Magical Index è una serie televisiva anime giapponese basata sull'omonima serie di light novel di Kazuma Kamachi. La serie è composta da tre stagioni, le prime due da 24 episodi e l'ultima da 26, prodotte da J.C.Staff, AT-X e Project Index e animate da J.C.Staff.
La prima stagione costituisce l'adattamento animato dei primi sei romanzi della serie ed è stata trasmessa per la prima volta su MBS, AT-X e altre reti dal 4 ottobre 2008 al 17 marzo 2009 a cadenza settimanale. Per i primi sedici episodi (quattordici nell'edizione home video) il brano PSI-Missing di Mami Kawada è stato usato come tema di apertura, mentre per gli episodi dal 17 in avanti (dal quindicesimo nell'edizione home video) viene usato Masterpiece, sempre di Mami Kawada. I temi di chiusura sono stati interpretati da Iku: la prima, dal titolo Rimless ~Fuchinashi no sekai~ (Rimless 〜フチナシノセカイ〜?), è presente fino al diciannovesimo episodio, mentre la seconda Chikaigoto ~Sukoshi dake mou ichido~ (誓い言 〜スコシだけもう一度〜?) copre i restanti episodi.
La seconda stagione è intitolata A Certain Magical Index II (とある魔術の禁書目録II?) e costituisce l'adattamento animato dei romanzi dal 7º al 12º della serie e della prima light novel speciale, A Certain Magical Index SS. È stata trasmessa per la prima volta su AT-X dall'8 ottobre 2010 e su altre reti (tra cui Chiba TV, Teletama e tvk) nei giorni successivi. La serie, proseguita poi con cadenza settimanale, si è poi conclusa il 1º aprile 2011. Nella seconda stagione come sigle di apertura sono stati utilizzati due brani eseguiti dall'artista Mami Kawada: il primo è intitolato No Buts! ed è stato utilizzato dal primo al sedicesimo episodio; il secondo si intitola See visionS ed è stato utilizzato per gli episodi dal 17 in poi. Come sigle di chiusura sono stati utilizzati due brani eseguiti da Maon Kurosaki: il primo è Magic∞World, utilizzato dal 1º al 13º episodio, mentre il secondo è Memories Last (メモリーズ・ラスト?, Memorīzu Rasuto), utilizzato dal 14° in poi.
Una terza stagione, intitolata A Certain Magical Index III (とある魔術の禁書目録III?, To aru majutsu no index III), è stata trasmessa in Giappone su AT-X dal 5 ottobre 2018 e adatta i volumi dal quattordicesimo al ventiduesimo ed ultimo della serie originale di light novel. I primi quindici episodi sono stati introdotti dal brano "Gravitation" di Maon Kurosaki e chiusi da Kakumei zenya (革命前夜?) di Yuka Iguchi. A partire dal sedicesimo episodio, i due brani vengono sostituiti rispettivamente da "ROAR" di Maon Kurosaki e Owaranai uta (終わらない歌?) di Yuka Iguchi.
Dal 1º agosto 2019 le prime due stagioni sono state rese disponibili sulla piattaforma Netflix anche coi sottotitoli in italiano. La terza invece è disponibile tramite Crunchyroll.

## Lista episodi

### A Certain Magical Index(2008-2009)
| Nº serie | Nº | Titolo italiano Giapponese 「Kanji」 - Rōmaji | In onda          | In onda |
| Nº serie | Nº | Titolo italiano Giapponese 「Kanji」 - Rōmaji | Giapponese       |         |
| 1        | 1  | Città Accademia 「学園都市」 - Gakuen Toshi | 4 ottobre 2008   |         |
| 1        | 1  | Tōma, la notte del 19 luglio, incontra per la prima volta Mikoto Misaka mentre tenta di salvare alcuni teppisti da lei, anche se finisce per rendersela rivale per la sua abilità Imagine Breaker che annulla i poteri di Electromaster di Mikoto. La mattina successiva, in un incontro casuale, Tōma trova una ragazza indossante un abito da suora che pende dal balcone del suo appartamento. Scopre poi che la suora, di nome Index, è una maga che possiede 103.000 libri magici proibiti chiamati Grimori e che lei è attualmente seguita da maghi malvagi. A causa dell'insistenza di Index, Tōma distrugge accidentalmente la veste di Index, ed è costretto a effettuare le riparazioni con la sua veste. Tōma la lascia poi per recarsi a scuola, permettendole di rimanere nel suo appartamento. Index declina la sua offerta, tuttavia, in quanto metterebbe in pericolo anche lui. Tuttavia, quando Tōma torna da scuola trova Index fuori dal suo appartamento gravemente ferita, e uno dei maghi della Chiesa di Necesarius, Stiyl Magnus, appare. |                  |         |
| 2        | 2  | Re della caccia alle streghe (Innocentius) 「魔女狩りの王」 - Majo-gari no Ō (Inokentiusu) | 11 ottobre 2008  |         |
| 2        | 2  | Tōma si scontra con il mago Stiyl. Inizialmente Tōma riesce ad avere la meglio annullando le magie di fuoco di Stiyl, tuttavia si trova in grave difficoltà nell'affrontare Innocentius, magia di Stiyl che genera un essere fatto completamente di fuoco con una temperatura di 3000 gradi, che Tōma riesce ad annullare, ma esso continua a rigenerarsi. Lo studente scopre che le magie sono controllate dalla carte appese sui muri dell'edificio e che dove non ci sono il mostro non può raggiungerlo. Così fa scattare l'allarme antincendio, facendo piovere acqua sulle carte, sciogliendo l'inchiostro. Tōma riesce così a sconfiggere il mago e porta con sé Index al sicuro. Da lei scopre che esiste una magia per curarla, ma Tōma non può usare la magia perché è un ESPer. Così si reca con la suora dalla professoressa Komoe Tsukuyomi per salvarla, in quanto lei non è un ESPer. Tōma, per evitare che la magia non riesca per la sua presenza si allontana. Nel frattempo la maga Kaori Kanzaki tiene d'occhio la situazione. |                  |         |
| 3        | 3  | La Chiesa del Male Necessario (Necessarius) 「必要悪の教会」 - Hitsuyōaku no kyōkai (Nesesariusu) | 18 ottobre 2008  |         |
| 3        | 3  | Seguendo le indicazioni di Index, Komoe esegue la magia per curare la suora. Guarite le ferite, Index, in modalità Penna di Giovanni, si addormenta per riposarsi. Tornato nell'appartamento di Komoe, Tōma si riconcilia con la professoressa per i guai causati e scopre da Index la vera storia dei Grimori e dei contrasti della Chiesa. Nel frattempo Stiyl e Kaori si informano su Tōma e si chiedono quanto ancora dovranno trattenere le lacrime per Index. La sera del 21 luglio Tōma e Index tornano all'appartamento di lui, ma, mentre Index si allontana arrabbiata con Tōma, questi si ritrova nella trappola della maga Kaori. |                  |         |
| 4        | 4  | Memorizzazione perfetta 「完全記憶能力」 - Kanzen kioku nōryoku | 25 ottobre 2008  |         |
| 4        | 4  | Tōma si rifiuta di consegnare Index a Kaori, che ha rivelato di essere un membro di Necessarius nonché sua amica. Kaori gli spiega il motivo per cui aveva deciso di non ferirlo quando ha tentato di proteggere Index il giorno prima, ed afferma che non riusciva a spiegarsi come avesse fatto a neutralizzare la sua tecnica. Spiega poi che il cervello di Index contiene l'85% dell'intero Index Librorum Prohibitorum e che il restante 15% deve essere cancellato annualmente per evitare qualsiasi sforzo con ricordi non necessari, dando loro tre giorni prima che venga raggiunto il limite. Lei e Stiyl avevano provato di tutto in passato per ripristinare i ricordi di Index, ma diventava insopportabile vederla sorridere ad ogni successivo fallimento. Tōma critica Kaori per non aver considerato i sentimenti della loro amica e averle nascosto tutto ciò. Quando viene gravemente ferito da Kaori, Tōma si sveglia tre giorni dopo nell'appartamento di Komoe sotto la cura di Index. Quest'ultima cerca di proteggerlo quando Stiyl e Kaori si presentano sulla scena acconsentendo di fare come le chiedono. |                  |         |
| 5        | 5  | Le 12 in punto (Limit) 「十二時」 - Jūni-ji (Rimitto) | 1º novembre 2008 |         |
| 5        | 5  | Stiyl e Kaori dicono a Tōma che l'incantesimo per cancellare i ricordi di Index verrà eseguito a mezzanotte in punto. Così il ragazzo tenta di trovare un altro modo per salvare Index, ma diventa impotente quando i maghi arrivano per preparare l'incantesimo. Rimasto da solo con Index per dire addio, Tōma diventa improvvisamente sospettoso dell'affermazione di Kaori sulla sua capacità cerebrale. Durante una telefonata con Komoe, apprende dell'incapacità degli umani di soffrire o morire per essere sovraccarichi di informazioni e si rende conto di come la Chiesa ha cancellato la memoria di Index per assicurarsi la sua lealtà nei loro confronti, ingannando così Stiyl e Kaori. Tōma annulla il potere di una runa magica nella gola di Index con la sua abilità, facendole attivare la modalità Penna di Giovanni. Incapace di analizzare e escogitare un mezzo per contrastare l'Imagine Breaker, Index attiva un incantesimo chiamato "Santuario di San Giorgio" come mezzo efficace per eliminare Tōma. |                  |         |
| 6        | 6  | Distruttore di illusioni (Imagine Breaker) 「幻想殺し」 - Gensō-goroshi (Imajin Bureikā) | 11 novembre 2008 |         |
| 6        | 6  | Tōma fa capire a Stiyl e Kaori come Necessarius gli abbia mentito sulle condizioni di Index e la runa responsabile del suo dolore deve essere distrutta per permetterle di vivere una vita normale. Con l'aiuto dei maghi, riesce a disattivare il Santuario di San Giorgio, salvando Index, ma perde i sensi quando una piuma dell'incantesimo gli tocca la testa. In ospedale, Index scopre che Necessarius ha deciso di lasciarla momentaneamente in pace poiché Stiyl e Kaori stanno attualmente interrogando la Chiesa; inoltre si apprende che le cellule cerebrali di Tōma sono state distrutte, causandogli la perdita della memoria. All'inizio, Tōma non è in grado di riconoscere Index, ma poi le spiega che stava scherzando e che era riuscito ad annullare con successo l'incantesimo grazie all'abilità della sua mano destra, ora chiamata Imagine Breaker. Dopo che Index se n'è andata, Tōma afferma di aver perso realmente i suoi ricordi ma non vuole dirlo alla sua amica per evitare di darle altri problemi. Due settimane dopo, Stiyl incontra Aleister Crowley, il sovrano della Città Accademia, e per mantenere lo status quo di non interferenza tra scienza e magia, quest'ultimo gli "presta" Tōma per l'incarico di salvare qualcuno in grado di uccidere i vampiri chiamato "Deep Blood" da un mago presente in città. |                  |         |
| 7        | 7  | Istituto Misawa (Il culto della scienza) 「三沢塾」 - Misawa-juku (Kagaku Sūhai) | 15 novembre 2008 |         |
| 7        | 7  | Tōma continua a mantenere segreta la sua perdita di memoria e inavvertitamente sconvolge Index quando si incontra con i suoi due amici di nome Motoharu Tsuchimikado e Aogami Pierce, che la insultano inavvertitamente prendendola in giro. Così tutti e quattro si recano in un fast food e Index litiga con una ragazza vestita da miko, che si è presentata come una maga. La ragazza se ne va prima che Index possa conoscere l'organizzazione magica a cui apparteneva. Sulla strada di casa, Index trova un gatto abbandonato e lo chiama Sphinx. Tōma insegue entrambi ma si imbatte in Stiyl, che gli chiede una mano a salvare "Deep Blood", ovvero Aisa Himegami, da Aureolus Izzard, un alchimista che guida un culto segreto della scienza presso la scuola privata Misawa. Tōma però si rifiuta di aiutarlo, così Stiyl si ritrova costretto a minacciarlo che Necessarius avrebbe portato via Index. Così i due uniscono le loro forze e si recano all'interno dell'istituto; qui Tōma rimane sorpreso di scoprire che "Deep Blood" non è altri che la ragazza che aveva incontrato nel corso del pomeriggio e trova un cadavere in un'armatura. |                  |         |
| 8        | 8  | Transmutazione dell'oro (Ars Magna) 「黄金練成」 - Ōgon rensei (Arusu Maguna) | 22 novembre 2008 |         |
| 8        | 8  | Stiyl spiega che il cavaliere morto appartiene al gruppo dei Tredici Cavalieri della Chiesa cattolica e che una barriera magica nasconde al pubblico tutti gli eventi scomodi all'interno della scuola privata Misawa. Successivamente i due sono costretti a separarsi quando gli studenti controllati mentalmente lanciano contro di loro un'imitazione dell'incantesimo del coro gregoriano. In seguito Stiyl trova Aureolus, mentre Tōma si imbatte in Aisa, che ha rivelato di essersi avvicinata ad Aureolus perché ha accettato di aiutarla a curare il suo potere che aveva causato la trasformazione di alcune persone in vampiri sfruttando il suo sangue. Aisa quindi discute con Aurelous dei suoi obiettivi e minaccia di lasciarlo se continuava a uccidere le persone. Tuttavia, Aureolus sigilla i ricordi di Tōma e Stiyl, facendo sì che i due si sveglino fuori dalla scuola senza alcun ricordo della loro missione fino a quando Tōma non usa il suo Imagine Breaker per annullare l'incantesimo. Nel frattempo, Index ha seguito le tracce di mana di Stiyl fino all'istituto e viene catturata da Aureolus. I restanti cavalieri attaccano la scuola con una vera versione del coro gregoriano ma l'edificio viene ripristinato grazie al vero potere di Aureolos chiamato Ars Magna. Tōma trova Sphinx all'esterno con l'abito di Index e si rende conto che la sua amica si trova dentro la scuola. |                  |         |
| 9        | 9  | Killer di vampiri (Deep Blood) 「吸血殺し」 - Kyūketsu-goroshi (Dīpu Buraddo) | 29 novembre 2008 |         |
| 9        | 9  | Tōma e Stiyl trovano Aureolus nel suo ufficio, insieme ad Aisa e ad Index priva di sensi. Viene rivelato che Aureolus era il partner di Index tre anni prima ed era stato devastato dalla necessità di cancellare i suoi ricordi ogni anno. Il suo obiettivo è quello di usare Ars Magna, insieme al potere di Aisa, per trasformare Index in un vampiro per superare la sua aspettativa di vita di un anno. Tuttavia, Aureolus viene sconvolto nello scoprire che Tōma ha già salvato la vita di Index con la sua abilità, costringendolo ad impiegare il suo potere contro il ragazzo, Stiyl e Aisa. Tuttavia Tōma riesce a trovare la fonte della magia che distorce la realtà grazie all'Imagine Breaker, dopodiché manipola il suo avversario, spiegandogli che Ars Magna non era in grado di alterare la realtà e i pensieri di Aureolos finiscono per divenire distorti a tal punto di vedere il braccio destro reciso del suo avversario trasformarsi in un drago e sviene dalla paura. Dopo la battaglia, Tōma si ritrova ancora una volta in ospedale per farsi riattaccare il braccio. Successivamente viene a fargli visita Stiyl, il quale gli spiega che Aureolus aveva perso i suoi ricordi e il suo potere. Dopo questo breve dialogo, il giovane uomo si dilegua non appena arrivano Index e Aisa a vedere le sue condizioni. La prima lo informa che la Chiesa aveva preso Aisa sotto la sua ala protettrice e quest'ultima sorride dopo aver scoperto il motivo per cui il ragazzo le aveva salvato la vita.                                                             |                  |         |
| 10       | 10 | Sorellona (Mikoto Misaka) 「お姉様」 - Onee-sama (Misaka Mikoto) | 6 dicembre 2008  |         |
| 10       | 10 | Una ragazza che assomiglia a Mikoto e indossa occhiali militari usa un fucile da cecchino per sparare a un adolescente di nome Accelerator, ma i colpi vengono riflettuti e finisce faccia a faccia contro di lui. Tōma incontra Mikoto a un distributore automatico e vengono colti alla sprovvista dalla sua kōhai di nome Kuroko Shirai. Dopo che Kuroko si è teletrasportata altrove, i due incontrano un'altra ragazza che assomiglia esattamente a Mikoto, che si identifica come sua sorella minore e si fa chiamare Misaka. Mikoto, decisamente seccata, porta via Misaka nonostante le obiezioni di quest'ultima, anche se Misaka incontra Tōma qualche ora dopo e lo aiuta a trasportare alcune lattine. Il giorno dopo, durante una lezione estiva, Tōma, Motoharu e Aogami scoprono che Mikoto è diventata la terza ESPer più potente della Città Accademia, grazie al suo impegno e alla sua dedizione, mentre in seguito Mikoto dice a Tōma che non ama il Tree Diagram, un potente supercomputer lanciato su un satellite spaziale per monitorare la città. Tōma in seguito incontra Misaka, che voleva prendersi cura del gatto nero abbandonato che aveva trovato. Mentre Tōma la lascia per cercare libri sui felini, Misaka percepisce la presenza di Accelerator nelle vicinanze e ne segue uno scontro in un vicolo. |                  |         |
| 11       | 11 | Sorelle (Sisters) 「妹達」 - Imōtotachi (Shisutāzu) | 13 dicembre 2008 |         |
| 11       | 11 | Accelerator uccide Misaka usando la sua capacità di manipolare i vettori. Successivamente Tōma trova il suo cadavere nel vicolo buio e chiama le forze di polizia della città chiamate "Anti-Skill", ma questi non riescono a rinvenire il corpo. Tōma piuttosto confuso continua a cercare nel vicolo e si sente sollevato nel trovare Misaka viva, ma rimane presto inorridito nel vederla trasportare un sacco per cadaveri che conteneva il corpo che aveva visto in precedenza. Dopodiché decine di ragazze identiche si presentano a lui e si rivelano cloni di Mikoto, facendosi chiamare "Sisters", mentre quella che porta il sacco afferma di essere Misaka #10032. Tōma va a trovare Mikoto nel suo dormitorio per scoprire la verità che si cela dietro la vicenda. Tuttavia la ragazza non è al momento presente e quindi si ritrova ad aspettarla assieme a Kuroko, ovvero la sua compagna di stanza, ma poi arriva il supervisore del dormitorio Tokiwadai per un'ispezione e perciò il ragazzo è costretto a nascondersi sotto ad un letto per non farsi scoprire. Per pura coincidenza trova il rapporto sui metodi calcolati dal Tree Diagram per far evolvere Accelerator, il più potente ESPer di Livello 5 nella Città Accademia, al Livello 6 combattendo le Sisters su speciali campi di battaglia per acquisire esperienza dai rispettivi combattimenti. Dopo essere venuto a conoscenza della verità, fugga dal dormitorio e va ad affrontare Mikoto per chiederle delle spiegazioni al riguardo.                                                                  |                  |         |
| 12       | 12 | Potere assoluto (Level 6) 「絶対能力」 - Zettai nōryoku (Reberu 6) | 20 dicembre 2008 |         |
| 12       | 12 | Komoe dimostra a Index e Aisa la percezione extrasensoriale basata sulla teoria di Schrödinger. In passato, Mikoto aveva attirato le attenzioni un gruppo di medici che dicevano che le sue abilità potevano aiutare le persone affette da distrofia muscolare, solo per apprendere in seguito che il suo DNA veniva usato per creare cloni a scopo militare, ed era inorridita nel vedere come le Sisters venivano usate per combattere Accelerator. Così Tōma affronta Mikoto mentre discutono sull'esperimento in cui 20.000 dei suoi cloni sarebbero stati usati per combattere contro Accelerator in luoghi specifici per farlo arrivare al Livello 6. Mikoto si sente impotente per non essere in grado di fermare la sperimentazione poiché una volta distrutti i centri di ricerca ne verranno costruiti subito dei nuovi a sostituirli. La ragazza crede che sacrificare la sua stessa vita sia la soluzione migliore per salvare le Sisters perché i ricercatori non avrebbero avuto più modo di utilizzare il Tree Diagram (quest'ultimo distrutto da un attacco a forma di raggio scagliato da Index fuori dal pianeta) per ricalcolare i dati del loro progetto. Mentre Tōma cerca di dissuaderla dal considerare la morte come la sua unica opzione, una frustrata Mikoto lo attacca con dei potentissimi attacchi elettrici più volte. Il ragazzo riesce in qualche modo a rialzarsi ogni volta che viene colpito, facendo commuovere Mikoto che scoppia in lacrime. Alla fine Tōma sviene mentre cerca di pensare a delle possibili alternative per porre fine al progetto. |                  |         |
| 13       | 13 | Senso unico (Accelerator) 「一方通行」 - Ippōtsūkō (Akuserarēta) | 27 dicembre 2008 |         |
| 13       | 13 | Misaka #10032 arriva a una stazione merci, dove ha iniziato a prepararsi per l'imminente battaglia contro Accelerator, e si chiede perché abbia pensato a Tōma durante questo breve margine di tempo. Intanto in uno stabilimento balneare, Komoe continua a spiegare a Index e Aisa come gli ESPer hanno acquisito i loro poteri separandoli dalla realtà vera e propria e che lo scopo della Città Accademia era quello di facilitare questo processo, anche se i Livello 0 come Tōma indicano che tale procedimento non è ancora stato perfezionato. Tōma riprende conoscenza e dice a Mikoto che lui, l'ESPer più debole, sconfiggerà Accelerator, il più forte, per dimostrare che lo scopo sottostante dell'esperimento è sbagliato, ponendo così fine alla lunga serie di battaglie. Mikoto tenta di fargli cambiare idea, principalmente per via delle ferite riportate nell'ultimo scontro, ma il ragazzo non vuole sentire ragioni e la lascia indietro. Nel frattempo, Accelerator sconfigge rapidamente Misaka #10032 e arriva al punto di ucciderla, ma sopraggiunge in extremis Tōma che la salva. Così Accelerator si scontra anche contro di lui e lo batte velocemente ma diventa furioso non appena vede che la sua abilità è stata annullata dalla sua mano destra. A questo punto, Accelerator fa sì che diversi container rilascino enormi quantità di farina nell'aria, costringendo il suo avversario a correre via, mentre l'altro fa scoppiare un'esplosione di polveri.                                                                                           |                  |         |
| 14       | 14 | Il più forte vs il più debole (Il più debole vs il più forte) 「最強VS最弱」 - Saikyō vs saijaku | 8 gennaio 2009   |         |
| 14       | 14 | Tōma sopravvive all'esplosione e viene trovato da Accelerator, il quale rimane sorpreso dal fatto di non essere ancora riuscito ad ucciderlo. L'ESPer più debole colpisce Accelerator e capisce che il suo Imagine Breaker può annullare l'abilità di quest'ultimo, picchiandolo con la mano destra. A questo punto Accelerator si sposta e inizia a manipolare l'aria per lanciare dei proiettili contro il suo avversario, il quale però viene salvato dall'arrivo di Mikoto. Tuttavia, la ragazza si rende conto che Accelerator sta creando un attacco al plasma controllando la direzione del vento e condensandolo in un unico punto. Così Mikoto trova Misaka #10032 ferita e la convince a riferire alle altre Sisters di aumentare le turbine eoliche della città per fermare il vento necessario ad Accelerator per eseguire il suo attacco. Così quest'ultimo non potendo formare una tempesta di plasma si scaglia un'ultima volta contro Tōma ma viene sconfitto dalla sua nemesi. Successivamente Tōma si sveglia in ospedale con Misaka #10032 e apprende della cancellazione dell'esperimento e che le Sisters sopravvissute erano state mandate in cura. Al mattino, Mikoto fa visita a Tōma e lo ringrazia per aver salvato le Sisters. In seguito arriva anche Index a fargli visita e questa afferma che vuole che le chieda aiuto la prossima volta. |                  |         |
| 15       | 15 | Angel Fall (Angel Fall) 「御使堕し」 - Otsukai oroshi (Enzeru fōru) | 15 gennaio 2009  |         |
| 15       | 15 | Komoe manda Tōma, con Index al seguito, in un resort sulla spiaggia finché le acque non si saranno calmate nella Città Accademia. Qui il ragazzo incontra il padre Tōya Kamijō, ma nota qualcosa di strano, ovvero che sua cugina Otohime Tatsugami e sua madre Shīna Kamijō somiglino rispettivamente a Mikoto e Index. Inoltre, Tōma diventa confuso nel vedere che gli abitanti del luogo hanno assunto l'aspetto di volti a lui familiari, nonostante ciò sembra essere l'unico ad aver notato questa differenza insolita. In seguito incontra una strana ragazza bionda e viene minacciato da quest'ultima con un'arma che gli punta sul collo mentre gli chiede se fosse lui l'evocatore ad avere causato questa situazione. Fortunatamente, Kaori e Motoharu arrivano per dimostrare l'innocenza di Tōma e spiegano che questi non aveva niente a che fare con l'incantesimo chiamato "Angel Fall". Così la ragazza bionda si presenta con il nome di Misha Kreutzev, rivelandosi una maga di Annihilatus della Chiesa ortodossa russa. I presenti arrivano alla conclusione che Tōma non sia stato influenzato da quello che è successo agli altri in quanto si trova al centro di questo incantesimo e l'unico modo per far cessarne gli effetti era quello di distruggere la fonte del rituale e sconfiggere il suo evocatore. A questo punto Motoharu rivela a Tōma di essere un membro di Necessarius, più precisamente una spia, lasciando sorpreso il compagno. |                  |         |
| 16       | 16 | Padre (Toya Kamijo) 「父親」 - Chichioya (Kamijō Tōya) | 22 gennaio 2009  |         |
| 16       | 16 | Kaori, Motoharu e Misha credono che l'evocatore sia qualcuno che conosce molto bene Tōma, così si uniscono a lui al resort sulla spiaggia e durante la notte iniziano ad indagare sulla fonte dell'incantesimo. Motoharu rivela di essere stato un onmyōji, prima di diventare un ESPer. Lui e Kaori affermano di aver lanciato un incantesimo in precedenza contro Angel Fall, ma sono rimasti colpiti a loro volta, apparendo agli altri rispettivamente con l'aspetto del famoso cantante Hajime Hitotsui e di Stiyl. Kaori menziona di essere una sacerdotessa della Chiesa di Amakusa, un'organizzazione cattolica giapponese, che però lasciò per via del suo risentimento nei confronti della sua posizione di santa con la capacità di usare temporaneamente i poteri sacri chiamati "Stigma". Tōma in seguito dà a Misha una gomma da masticare usando la sua mano destra, ma lei la prende con esitazione, lasciando intuire che abbia in qualche modo a che fare con Angel Fall. Il giorno dopo, Misha insiste per accompagnare Shuna nella nuova casa di Kamijō, ma Tōma e Motoharu decidono di precederle perché hanno dei fortissimi sospetti di cui si devono accertare. Arrivati a casa, Tōma nota che l'aspetto di Tōya è rimasto invariato dopo aver visto le sue foto di famiglia. Così torna di corsa al resort e affronta suo padre, che ha dedotto essere l'evocatore. |                  |         |
| 17       | 17 | Arcangelo (Il potere di Dio) 「大天使」 - Daitenshi (Kami no chikara) | 29 gennaio 2009  |         |
| 17       | 17 | Dopo una chiacchierata, si scopre che Tōya non sa nulla di Angel Fall. Intanto Misha si rivela essere l'arcangelo Gabriele, l'angelo caduto dal cielo che ha preso le sembianze di Sasha Kreutzev, e ha intenzione di uccidere Tōma per garantirle il ritorno. Mentre Kaori tiene a bada l'arcangelo, Motoharu dice a Tōma e Tōya che la loro residenza è il luogo del rituale poiché quest'ultimo era in possesso di alcuni souvenir legati a feng shui a casa sua. Così Motoharu ha intenzione di uccidere Tōya perché questi è la causa scatenante di Angel Fall, così Tōma cerca di fermarlo ma il suo avversario lo picchia e mette fuori gioco anche il padre. A questo punto Motoharu lancia improvvisamente un potente incantesimo per distruggere la fonte del rituale nonostante il rischio di morire nell'usare la magia, permettendo così all'arcangelo Gabriele di tornare in Paradiso. Tōma si sveglia in un ospedale ed è sorpreso di vedere Motoharu vivo e vegeto, tutto grazie alla sua capacità di guarigione psichica chiamata Auto-Rebirth. Motoharu menziona di essere una spia freelance per molte organizzazioni. Tōya e Shuna fanno visita a Tōma, che si indegna dopo aver appreso della distruzione della casa della sua famiglia, ma ben presto si ritrova a dover sopportare l'ira di Index, la quale è stata maltrattata proprio da lui mentre era sotto l'effetto dell'incantesimo, apparendogli con l'aspetto di Aogami per tutto il tempo. |                  |         |
| 18       | 18 | Impostore (Replica) 「偽者」 - Nisemono (Repurika) | 5 febbraio 2009  |         |
| 18       | 18 | Durante l'ultima settimana delle vacanze estive, Mikoto è perseguitata da Mitsuki Unabara, nipote del preside della scuola media Tokiwadai. Così quando vede Tōma e i suoi amici passare per via del suo dormitorio, decide di fingere di uscire con lui. Dopo un imbarazzante disguido con alcuni hot dog, Tōma scopre da Mikoto che nella Città Accademia sono rimaste meno di dieci Sisters. Mikoto poi va in un ristorante, mentre Tōma incontra Mitsuki. Tuttavia accade qualcosa di strano, difatti Tōma vede un altro Mitsuki entrare nel ristorante, rendendosi conto di star parlando con un impostore. Così fugge via e chiama Index al telefono, la quale le rivela che l'impostore stava usando la stregoneria azteca per duplicare l'aspetto di Mitsuki e che brandiva la punta di una lancia di ossidiana di Tlahuixcalpantecuhtli. La scena si sposta con Tōma mentre combatte il suo inseguitore in un cantiere edile, e qui scopre che dal suo avversario che la sua missione è quella di avvicinarsi ai suoi amici per prevenire la formazione della fazione Kamijō che potrebbe distruggere la tregua tra magia e scienza. Gli svela anche che ha intenzione di ucciderlo per proteggere Mikoto, di cui si era innamorato. Dopo essere stato gravemente ferito dalla caduta di alcune travi d'acciaio, il falso Mitsuki fa promettere a Tōma di proteggere Mikoto. Nel frattempo, la ragazza si reca nelle vicinanze ed ascolta imbarazzata la risposta di Tōma. |                  |         |
| 19       | 19 | La fine (Last Order) 「打ち止め」 - Uchidome (Rasuto Ōdā) | 12 febbraio 2009 |         |
| 19       | 19 | Dopo la sua sconfitta, Accelerator non è più temuto dagli altri, sebbene rimanga abbastanza potente da sbarazzarsi dei piantagrane. Durante l'ultimo giorno delle vacanze estive, viene avvicinato da un clone di Misaka più giovane in grado di mostrare emozioni, la quale si presenta con il nome di Last Order e che lo segue mentre torna al suo appartamento, con suo grande fastidio. In seguito Accelerator porta Last Order affamata in un ristorante e vede Ao Amai, un ex ricercatore del Sisters Project, ma non lo insegue. Mentre mangia, Last Order conversa con Accelerator delle Sisters e della sua fiducia in lui come partecipante riluttante al Progetto Shift di Livello 6. Accelerator la lascia al ristorante per confrontarsi con Kikyō Yoshikawa, una ricercatrice responsabile del progetto di cui aveva parlato in precedenza. Kikyō lo informa della creazione di Last Order come amministratore del Misaka Network e che Ao le ha iniettato un virus, che potrebbe diffondersi alle altre Sisters e farle impazzire. Per fermare l'attivazione del virus entro mezzanotte, dà ad Accelerator la scelta di trovare Ao per trovare un modo per fermarlo o di riportare Last Order nella sua incubatrice, ma sceglie la prima opzione. |                  |         |
| 20       | 20 | Ultimo segnale (Virus Code) 「最終信号」 - Saishū shingō (Wirusu kōdo) | 19 febbraio 2009 |         |
| 20       | 20 | Accelerator torna al ristorante e scopre che Last Order è stata rapita da Ao. Riesce a rintracciarlo e lo mette fuori combattimento prima che possa scappare con lei. Tuttavia, il virus all'interno di Last Order si attiva prima del previsto e Kikyō è ancora in viaggio con l'incubatrice. Accelerator usa la sua abilità, insieme alla copia pulita dei dati di Last Order, per rimuovere il virus. Verso la fine della procedura, Ao riprende conoscenza e spara ad Accelerator in testa. Il ragazzo non è in grado di fermare completamente il proiettile perché troppo impegnato a rimuovere il virus e non può proteggersi, perciò sviene poco dopo. Ao cerca di ucciderlo ma viene colpito da Kikyō, che è arrivata pochi istanti prima per mettere Last Order nella sua incubatrice. Dopo aver discusso dei loro ruoli di ricercatori e lei ha menzionato il suo sogno di diventare un'insegnante, lui e Kikyō si sparano a vicenda. Kikyō si sveglia in ospedale e apprende da Heaven Canceller, il medico dalla faccia da rana di Tōma, che Accelerator l'ha salvata e ha subito danni al cervello per il colpo che ha ricevuto, il quale ha richiesto la riabilitazione. |                  |         |
| 21       | 21 | Identità sconosciuta (Counter Stop) 「正体不明」 - Shōtai fumei (Kauntā Sutoppu) | 26 febbraio 2009 |         |
| 21       | 21 | Dopo la pausa estiva, Tōma torna a scuola e scopre che Komoe sta facendo ricerche sull'AIM (An Involuntary Movement), un campo emesso inconsciamente dagli ESPer per le loro doti soprannaturali. Index viene mandata via da Komoe quando arriva alla classe di Tōma mentre Aisa si presenta come una nuova studentessa trasferita. Index invece si imbatte in un'altra studentessa che ha appena cambiato istituto, il cui nome è Hyōka Kazakiri e fa amicizia con lei. Tōma in seguito trova entrambe, ma Komoe lo sorprende a saltare la cerimonia di apertura e in seguito notano l'improvvisa scomparsa di Hyōka. Aisa diventa sospettosa di Hyōka, che ha ricordato come la migliore studentessa della sua scuola precedente, e mette in guardia Tōma sulla misteriosa ragazza. Nel frattempo, Motoharu incontra Aleister e conversano dell'arrivo di un mago di Necessarius di nome Sherry Cromwell e, nonostante l'offerta di Motoharu di prendersi cura di Sherry con discrezione per preservare la pace tra Necessarius e la Città Accademia, Aleister vuole che Tōma la sconfigga poiché il suo coinvolgimento avrebbe aiutato la "chiave" del Distretto Immaginario. Mentre Tōma, Index e Hyōka vanno a pranzare in un centro commerciale sotterraneo, Kuroko trova Sherry e la attacca senza successo dato che quest'ultima ha evocato un golem. Viene successivamente salvata da Mikoto ma Sherry scappa e lanciando un incantesimo per creare degli occhi di fango in tutta la città.                                                                                        |                  |         |
| 22       | 22 | Statua (Golem) 「石像」 - Sekizō (Gōremu) | 5 marzo 2009     |         |
| 22       | 22 | Sherry inizia il suo assalto alla Città Accademia con l'intento di scatenare una guerra tra loro e Necessarius. Di conseguenza, Tōma, Index e Hyōka vengono intrappolati nel centro commerciale sotterraneo prima di poter evacuare con gli altri civili. Mikoto e Kuroko li trovano, così quest'ultima teletrasporta Index e Mikoto mettendole in salvo. Intanto Tōma affronta Sherry, che ha recentemente sconfitto l'Anti-Skill guidato da uno dei suoi insegnanti di nome Aiho Yomikawa, e lascia Hyōka ad aspettare il ritorno di Kuroko. Hyōka si presenta sulla scena mentre Tōma cerca di combattere Ellis, il golem di Sherry, ma la ragazza viene colpita violentemente in faccia dal mostro, rivelando un oggetto simile a un prisma all'interno della sua testa. La ragazza va in panico e fugge via, ma viene inseguita da Sherry, mentre Tōma riceve una chiamata da Komoe che lo informa che la sua nuova amica era un essere artificiale creato dai campi AIM. Hyōka riesce a rigenerare il suo volto mentre Sherry la insulta ritenendola un mostro. Quando sta per essere schiacciata dal golem Ellis, sopraggiunge Tōma che la salva. |                  |         |
| 23       | 23 | Hyoka Kazakiri (Amica) 「風斬氷華」 - Kazakiri Hyōka (Tomodachi) | 12 marzo 2009    |         |
| 23       | 23 | Tōma distrugge con successo il golem di Sherry con l'Imagine Breaker. Mentre Sherry ne evoca un altro, arriva l'Anti-Skill per metterla sulla difensiva, allora la donna cerca di fuggire via ma Tōma si rende conto che il suo obiettivo non era specificamente Hyōka, ma qualcuno abbastanza prezioso da innescare una guerra tra Necessarius e la Città Accademia, comprendendo che Index sarebbe stato il prossimo obiettivo di Sherry. Hyōka, dopo aver compreso come è nata, sceglie di salvare Index e fugge dal centro commerciale senza Tōma. Nel frattempo, Index si separa da Mikoto per inseguire il gatto Sphinx che le è scappato, ma viene attaccata dal golem Ellis. Nonostante Index sia in grado di reggere il confronto interferendo con il suo meccanismo telecomandato, il mostro passa al controllo automatico e sta per essere schiacciata da quest'ultimo ma accade qualcosa di inaspettato. |                  |         |
| 24       | 24 | Distretto Immaginario - L'Agenzia dei Cinque Elementi 「虚数学区・五行機関」 - Kyosū Gakku · Gogyō Kikan | 17 marzo 2009    |         |
| 24       | 24 | Tōma sta cercando Hyōka ma incontra invece Sherry. Quest'ultima le racconta della sua amica di nome Ellis, che vent'anni prima era un ESPer coinvolta in un esperimento tra Necessarius e la Città Accademia per creare il primo ibrido ESPer-mago, ma lei non sopportò i trattamenti e fu uccisa dai Cavalieri. L'obiettivo di Sherry è quello di dividere per sempre le due fazioni per evitare che la tragedia possa ripetersi, così Tōma si indigna nei suoi confronti per non aver creduto a come persone diverse come Index e Hyōka possano diventare amiche e la sgomina. Tuttavia, la sua sconfitta fa perdere il controllo del golem e Index viene messa alle strette fino a quando Hyōka non appare improvvisamente e distrugge il mostro ogni volta che il suo corpo si rigenera. Tōma riesce quindi a sferrare il colpo finale e debellare così la minaccia, poi Index e Hyōka si riconciliano, e quest'ultima svanisce per tornare al Distretto Immaginario. Nel frattempo, Motoharu affronta Aleister dopo aver realizzato che il presidente del consiglio era dietro l'intero incidente e lo avverte che Tōma sarebbe diventato suo nemico se avesse continuato a fare cose del genere. Intanto a Londra, Stiyl incontra l'arcivescovo di Canterbury di nome Lola Stuart, che afferma che Kaori era scomparsa dal Giappone dopo gli eventi di Angel Fall. |                  |         |

### A Certain Magical Index II(2010-2011)
| Nº serie | Nº | Titolo italiano Giapponese 「Kanji」 - Rōmaji | In onda          | In onda |
| Nº serie | Nº | Titolo italiano Giapponese 「Kanji」 - Rōmaji | Giapponese       |         |
| 25       | 1  | 1 agosto (L'ultimo giorno) 「8月31日」 - Hachi gatsu sanju ichi nichi (Saigo no hi) | 8 ottobre 2010   |         |
| 25       | 1  | Tōma Kamijō fatica a completare i compiti estivi a casa perché Index continua a distrarlo. Tōma decide così di portare Index in un ristorante per cambiare aria, ma diventa il giorno peggiore della sua vita quando un mago di nome Ōma Yamisaka li attacca, rapisce Index e scappa. Mentre Tōma cerca di trovarla e incontra Mikoto Misaka lungo la strada, Ōma prepara un rituale che gli consentirà di accedere ai grimori contenuti all'interno della testa di Index per trovare una cura per una maledizione inflitta a una donna di cui si è innamorato. All'inizio del rituale, il corpo e la mente di Ōma sono sottoposti a un dolore lancinante mentre cerca di accedere al sapere dei grimori. Index usa discretamente il suo nuovo cellulare per contattare Tōma, aiutandolo a trovarla e fermare la cerimonia. Tōma convince Ōma a uscire dalla sua depressione e si offre di curare la maledizione della donna usando il suo Imagine Breaker. Nel frattempo, Motoharu Tsuchimikado vede Kaori Kanzaki combattere e sconfiggere i Cavalieri d'Inghilterra arrivati in Giappone prima di separarsi. |                  |         |
| 26       | 2  | Il Libro della Legge 「法の書」 - Hō no sho (Hau no shiyo) | 15 ottobre 2010  |         |
| 26       | 2  | L'arcivescovo di Canterbury Lola Stuart informa Stiyl Magnus che la chiesa di Amakusa ha rubato il Libro della Legge e rapito un'abile decodificatrice di nome Orsola Aquinas. Così lo manda in Giappone per collaborare con il gruppo battagliero di suore cattoliche chiamate "Forze di Agnese", le quali sono già alla ricerca del grimorio e di Orsola. Una volta giunto nel luogo designato, Stiyl finge di rapire Index per ottenere l'assistenza di Tōma. Quest'ultimo incontra casualmente Orsola mentre si reca a salvare Index e la porta con sé ma i fedeli cattolici di Amakusa appaiono improvvisamente attraverso un buco nel terreno e la rapiscono. Dopo aver determinato l'obiettivo dei cattolici di Amakusa, che prevede di usare la speciale magia del teletrasporto per fuggire con Orsola prima di mezzanotte, Tōma, Index, Stiyl e le Forze di Agnese si accampano nel luogo richiesto dai loro ricattatori. Tōma si trova quindi in situazioni imbarazzanti con il capo del gruppo delle Forze, Agnese Sanctis. Stiyl sa che potrebbe finire per combattere contro Kaori, dato che anche lei è una fedele di Amakusa. Nel frattempo, i cattolici di Amakusa si preparano a fare la loro mossa. |                  |         |
| 27       | 3  | Lo stile Amakusa 「天草式」 - Amakusa-shiki | 22 ottobre 2010  |         |
| 27       | 3  | Le Forze di Agnese affrontano i cattolici Amakusa in un parco di divertimenti, mentre Tōma, Index e Stiyl si intrufolano all'interno di un edificio. Tōma riesce a fuggire dall'inseguimento dei cattolici di Amakusa e si imbatte in Orsola e le dà la collana della croce celtica che Stiyl gli aveva regalato in precedenza. I due si riuniscono con Index e Stiyl, quindi affrontano il leader della chiesa di Amakusa, Saiji Tatemiya. Tōma e Stiyl uniscono le forze per sconfiggere Saiji, e il resto dei fedeli, che vengono poi catturati dalle Forze di Agnese. Successivamente Saiji rivela a Tōma e Index che i cattolici di Amakusa non avevano mai rubato il Libro della Legge e che la Chiesa cattolica voleva uccidere Orsola per impedire che i segreti del grimorio venissero decodificati e sfruttati. Infatti furono coinvolti nella vicenda solo quando Orsola cercò la loro protezione, ma questa scappò per differenza nei loro confronti. Turbato da questa rivelazione, Tōma chiede a due delle suore guerriere cattoliche di nome Lucia e Angelene di rivedere Orsola, ma accidentalmente fa arrabbiare Lucia, la quale tenta di uccidere il ragazzo, Index e Saiji. Tuttavia, Lucia e Angelene sono costrette a ritirarsi quando Index usa l'intercettazione degli incantesimi contro i loro attacchi.                                                                                         |                  |         |
| 28       | 4  | La voce della distruzione del male (Sheol Fear) 「魔滅の声」 - Mahoro no Koe (Shieouru Fuia) | 29 ottobre 2010  |         |
| 28       | 4  | Stiyl spiega che la Chiesa cattolica non avrebbe ucciso Orsola fino a quando non avesse dimostrato che era un'eretica. Saiji viene liberato e si reca a liberare i suoi compagni mentre Stiyl dice a Tōma e Index di andare a casa poiché non avevano più motivo di essere coinvolti in questa faccenda. Tuttavia Tōma si reca segretamente da solo in una chiesa dove trova Orsola detenuta e torturata da Agnese, la quale rivela che le sue monache guerriere avevano ingannato Necessarius per farsi aiutare nella loro impresa. In seguito viene raggiunto da Stiyl, che afferma che la Chiesa d'Inghilterra aveva posto Orsola sotto la loro protezione per via della collana donatale da Tōma, dopodiché sopraggiungono anche Index e i cattolici di Amakusa. Mentre Toma cerca di proteggere Orsola, gli altri respingono le suore combattenti mentre Index utilizza il suo potere chiamato "Sheol Fear" per assordarle e paralizzarle. Tuttavia, arriva Lucia assieme ad un gruppo di suore che si sono accoltellate volontariamente le loro orecchie per proteggersi da Sheol Fear. |                  |         |
| 29       | 5  | La bacchetta di loto 「蓮の杖」 - Hasu no Tsue (Rotasu Wando) | 5 novembre 2010  |         |
| 29       | 5  | Il gruppo di Tōma si barrica all'interno della chiesa per proteggersi dalle suore. Così il ragazzo e Index hanno un'idea per usare l'abilità di Orsola per decifrare il Libro della Legge nella testa di Index a loro vantaggio. Quando Orsola menziona il suo metodo di decifrazione, Index rivela che le sue traduzioni sono false, dimostrando la sua incapacità di decodificare il grimorio. Così Tōma affronta Agnese brandendo un'arma chiamata "Lotus Wand", mentre gli altri combattono le suore nemiche. Dopo essere stato sopraffatto per un po', Tōma riesce ad imparare gli schemi di attacco della sua avversaria e colpisce Agnese. Poco dopo, questa cerca di bleffare sacrificando le sue compagne come esche, ma improvvisamente arriva Innocentius, evocato da Stiyl grazie all'aiuto dei cattolici di Amakusa. Dopo aver perso fiducia nelle proprie capacità, Agnese viene sconfitta da Tōma, spezzando il morale delle suore che cessano l'attacco. Tōma si sveglia in un ospedale della Città Accademia e viene accolto da Kaori, che lo ringrazia per il suo aiuto. Questa gli dice che la Chiesa d'Inghilterra avrebbe protetto Orsola e i cattolici di Amakusa. Tornato a Londra, Lola rivela a Stiyl che il vero motivo per cui era coinvolta nell'incidente di Orsola perché voleva avere i cattolici di Amakusa sotto il suo controllo e usarli come leva per assicurarsi la lealtà di Kaori. |                  |         |
| 30       | 6  | Relitto 「残骸」 - Zangai (Remunanto) | 12 novembre 2010 |         |
| 30       | 6  | Kuroko Shirai esce a fare shopping con Mikoto, ma viene interrotta dalla suo collega del Judgment di nome Kazari Uiharu, che afferma che alcuni ladri hanno rubato una valigia di viaggio aerospaziale. Così Kuroko sgomina i delinquenti ma viene poi attaccata e ferita dal loro capo e da un'altra telepate di nome Awaki Musujime. Questa rivela a Kuroko della distruzione del Tree Diagram e di come varie fazioni abbiano pianificato di raccogliere i suoi resti come quelli all'interno della valigia. Kuroko riesce a scappare ma si preoccupa per ciò che Awaki le ha detto, in particolare per aver menzionato i tentativi di Mikoto di fermarli per ragioni che le aveva tenuto nascosto, vale a dire impedire la ricostruzione del Tree Diagram che potrebbe far riavviare il progetto per il raggiungimento del Livello 6. Più tardi, Kuroko decide di seguire Mikoto e ascolta la sua conversazione con Awaki prima che quest'ultima scappi via. Mentre Kuroko decide di prendere in mano la situazione, Misaka #10032 decide di agire per conto suo. |                  |         |
| 31       | 7  | Modifica coordinate (Cambiare obiettivo) 「座標移動」 - Zahyō idō (Mūbu pointo) | 19 novembre 2010 |         |
| 31       | 7  | Kuroko trova Awaki in un edificio vicino e usa il trauma dell'auto-teletrasporto di quest'ultima per sferrare il primo colpo, ma le sue ferite le impediscono di teletrasportarsi in salvo. Awaki spiega a Kuroko che lei e la sua organizzazione chiamata "Science Syndicate" hanno pianificato di costruire un nuovo Tree Diagram per creare altre specie di ESPer. Convince Kuroko ad unirsi a lei nella loro causa, ma quest'ultima rifiuta la sua offerta e la insulta verbalmente per aver inventato delle scuse, dopodiché prova ad attaccarla ma viene invece colpita. Dopo una breve e traumatica perdita di controllo sui suoi poteri, Awaki tenta di uccidere Kuroko facendo cadere l'edificio sopra di lei. Mikoto e Tōma, che sono venuti in suo soccorso dopo essere stati allertati da Misaka #10032, arrivano per salvare Kuroko. Mentre l'Anti-Skill cattura il Science Syndicate, Awaki cerca di fuggire, ma viene affrontata da Accelerator, che ha usato il Misaka Network per utilizzare i suoi poteri per sconfiggerla e distruggere i resti del Tree Diagram. Il giorno seguente, Mikoto ringrazia Kuroko, mentre quest'ultima è ricoverata in ospedale. |                  |         |
| 32       | 8  | La grande star del festival studentesco 「大覇星祭」 - Daihaseisai | 26 novembre 2010 |         |
| 32       | 8  | La Città Accademia ospita un evento sportivo tra varie scuole chiamato "Festival studentesco", che consente ai visitatori provenienti da fuori città di entrare e assistervi. Mentre i genitori di Tōma, Tōya Kamijō e Shīna Kamijō, così come Misuzu Misaka, presumibilmente la sorella maggiore di Mikoto, fanno conoscenza, Tōma e Mikoto decidono di fare una scommessa per far fare al perdente tutto ciò che vuole il vincitore. Tornata a Londra, Lola contatta il presidente del consiglio di amministrazione Aleister Crowley per informarlo dell'infiltrazione di alcuni maghi nella sua città il cui obiettivo era quello di eseguire una transazione con un'arma magica chiamata "Stab Sword", che sembra essere in grado di uccidere anche un santo. Nel frattempo, Tōma si ritrova ad avere a che fare con Index decisamente affamata e vive alcune situazioni imbarazzanti con la pseudo rappresentante di classe di nome Seiri Fukiyose. Più tardi, Tōma incontra Stiyl e Motoharu, che gli parlarono dei maghi intrusi e gli chiedono di non coinvolgere Index nella faccenda. Mentre viene rimproverato da Seiri dopo un imbarazzante incidente con Index e Komoe Tsukuyomi, Tōma incontra una donna di nome Oriana Thomson. Dopo che il suo Imagine Breaker ha reagito in sua presenza, Tōma si rende conto che si tratta di uno dei maghi in questione e inizia a seguirla.                           |                  |         |
| 33       | 9  | Inseguimento impossibile (Segnale di disturbo) 「追跡封じ」 - Tsuiseki fuuji (Ruuto deisutaabu) | 3 dicembre 2010  |         |
| 33       | 9  | Tōma, Stiyl e Motoharu inseguono Oriana attraverso una stazione degli autobus piena di trappole magiche, ma riesce a scappare e usa la contromagia chiamata "Shorthand" per evitare di essere rintracciata. Stiyl e Motoharu utilizzano un doloroso incantesimo magico per localizzare Shorthand nonostante le obiezioni di Tōma, che si trovava al centro di una partita di lancio della palla del suo istituto. Con i concorrenti che rischiano di essere feriti dall'incantesimo se lo toccano, Tōma e Motoharu si infiltrano nella partita come concorrenti per infrangerlo, ma si ritrovano a competere contro la scuola di Mikoto. Tōma cerca di proteggere Mikoto da uno dei pali di un canestro a cui credeva fosse applicato Shorthand, ma Seiri finisce per toccare quello vero, venendo colpita dalla magia e perdendo i sensi prima che Tōma distrugga l'incantesimo. Mentre Seiri viene portata in ospedale, Tōma giura di farla pagare a Oriana per quello che ha fatto. |                  |         |
| 34       | 10 | Manuale stenografico (Stenografia) 「速記原典」 - Sokki genten (Shoutohando) | 10 dicembre 2010 |         |
| 34       | 10 | Mentre Heaven Canceller si occupa di Seiri, Stiyl riesce a condurre Tōma e Motoharu al luogo in cui si trova Oriana. Quest'ultima infligge una maledizione a Motoharu e impensierisce Tōma con la sua varietà di incantesimi, ma la determinazione del ragazzo gli permette comunque di colpirla. Oriana scappa ma lascia dietro di sé il suo carico, che si è rivelato essere un cartello. Lola scopre presto che hanno usato la Stab Sword come esca in quanto il vero artefatto che volevano trattare i maghi era la "Croce di Pietro", che teme poiché la Chiesa cattolica l'avrebbe usata per mettere la Città Accademia sotto il proprio controllo se il commercio fosse andato a buon fine. Dopo aver saputo di questo prezioso dettaglio, Tōma, Stiyl e Motoharu decidono di prendersi una pausa per raccogliere ulteriori informazioni. Successivamente Tōma pranza con Index, i suoi genitori, Mikoto e Misuzu, ed è sorpreso di scoprire che quest'ultima è la madre di Mikoto. |                  |         |
| 35       | 11 | Preziosa lettera d'amore 「刺突抗剣」 - Shitotsu kōken | 17 dicembre 2010 |         |
| 35       | 11 | Dopo pranzo, Tōma si ritrova coinvolto in alcuni problemi riguardanti Index, Mikoto e Kuroko, dopodiché viene informato della posizione di Oriana e viene incaricato da Motoharu di raggiungerla con Stiyl. Mentre Motoharu cerca di rintracciarla, Oriana si presenta sul posto e lo attacca. A questo punto la giovane donna lo sconfigge e distrugge il suo incantesimo di ricerca, ma Motoharu bleffa dicendo che ha chiamato i rinforzi, inducendola così a fuggire prima che lei possa ucciderlo. Nel frattempo, Aisa Himegami si preoccupa per Tōma, ma Komoe suggerisce invece di invitarlo alla Night Parade, una parata notturna. Nel frattempo, Oriana in fuga si imbatte in loro e vede la collana con la croce celtica di Aisa. La scambia per un mago di Necessarius e la attacca con un feroce incantesimo che la lascia brutalmente ferita. Mentre Tōma cade nella disperazione dopo aver assistito alle condizioni di Aisa, Komoe ricorda l'incantesimo di guarigione che ha eseguito su Index, quindi Stiyl rimane per aiutarla a eseguirlo mentre Tōma insegue Oriana. |                  |         |
| 36       | 12 | L'osservatorio (Belvedere) 「天文台」 - Tenmondai (Beruvedēre) | 24 dicembre 2010 |         |
| 36       | 12 | Dopo aver perso le tracce di Oriana, Tōma e Motoharu si rendono conto che sta esplorando la città per trovare il luogo perfetto per usare la Croce di Pietro. Orsola li contatta riportando delle informazioni sulla necessità di un'ampia zona aperta con costellazioni visibili al tramonto per attivare l'artefatto. Motoharu scopre che l'aeroporto situato nel Distretto 23 della Città Accademia sarebbe l'area perfetta per attivare la croce. Tōma, Stiyl e Motoharu si dirigono rapidamente verso l'aeroporto mentre sta calando il tramonto. Una volta giunti a destinazione, una suora cattolica e complice di Oriana di nome Lidvia Lorenzetti ha portato la Croce di Pietro e inizia ad attivare la sua magia mentre Oriana la difende dal trio, sconfiggendo sia Motoharu che Stiyl, mentre Tōma si rivela l'unico rimasto in piedi. |                  |         |
| 37       | 13 | Croce apostolica (Croce di Pietro) 「使徒十字」 - Shito jūji (Kurōche di Pietoro) | 7 gennaio 2011   |         |
| 37       | 13 | Mentre Oriana e Tōma continuano a combattere, Stiyl si riprende ed evoca Innocentius. Rifiutando di arrendersi, Oriana usa i suoi pieni poteri per sconfiggere Stiyl e Tōma. Mentre sta per perdere conoscenza, Tōma ricorda le promesse fatte ai suoi amici e si riprende per sconfiggere finalmente la sua avversaria. Tuttavia, Lidvia li contatta e rivela di essere attualmente fuori città insieme alla Croce di Pietro. Fortunatamente è iniziata la Night Parade con il suo evento pirotecnico, coprendo le stelle e impedendo l'attivazione dell'artefatto. Mentre è confinato in un ospedale, Tōma riceve la visita di Index, Kuroko e Mikoto, che lo informano di aver perso la scommessa che avevano fatto in precedenza. Nel frattempo, Lidvia fugge tramite un jet privato ma viene rintracciata da Lola, con l'aiuto delle carte runiche di Stiyl, ed espulsa dal velivolo. Nonostante Lola si offra di salvarla se si arrende, rifiuta e sceglie di morire mentre protegge la Croce di Pietro. Nel frattempo, Aleister afferma che agirà personalmente dopo aver assistito a questi recenti eventi. La mattina seguente, Aisa riceve la visita di Index e più tardi, con sua grande gioia, Tōma. |                  |         |
| 38       | 14 | Città dell'acqua 「水の都」 - Mizu no miyako | 14 gennaio 2011  |         |
| 38       | 14 | Nonostante la sfortuna avuta con le sue compagne durante il festival, Tōma ha un colpo di fortuna vincendo a una lotteria un viaggio di una settimana a Chioggia, in Italia. Quando lui e Index arrivano alla città costiera, Tōma perde di vista l'amica e la cerca, ma viene trovato da Orsola, la quale è riuscita a trovare Index. Più tardi, Orsola spiega loro che lei e i cattolici di Amakusa sono venuti per aiutarla a fare i bagagli e spostare le sue cose a Londra. Dopo averli aiutati, Tōma e Index si stanno per recare al loro hotel quando due assassini cercano di uccidere Orsola, ma i loro tentativi sono vanificati da Tōma e Index. Uno degli assassini fugge evocando nel canale d'acqua un veliero composto di ghiaccio, facendo salire accidentalmente a bordo Tōma e Orsola. Mentre si nascondono dai loro inseguitori all'interno della nave, i due si rendono conto che gli assassini provengono dalla Chiesa cattolica e che c'è una flotta di navi identiche che si sta dirigendo verso il mare Adriatico. Ad un certo punto qualcuno cerca di entrare nella stanza in cui si stanno nascondendo e Tōma rimane sorpreso di scoprire che si tratti di Agnese. |                  |         |
| 39       | 15 | La flotta della regina 「女王艦隊」 - Joō kantai | 21 gennaio 2011  |         |
| 39       | 15 | Agnese rivela che sono su una flotta di navi magiche chiamata "Flotta della regina". Dopodiché accetta di far fuggire Tōma e Orsola in cambio del salvataggio di Lucia e Angelene. Mentre Agnese si reca all'ammiraglia della flotta per incontrare il suo comandante, il vescovo Biagio Busoni, Tōma e Orsola riescono a trovare e salvare le altre due suore. Quest'ultime menzionano il pericolo che attende Agnese poiché sarà usata per un incantesimo che le distruggerà il cervello. Improvvisamente, le altre navi iniziano a sparare contro di loro, facendoli cadere in mare, ma vengono salvati da Index e dai cattolici di Amakusa usando un sommergibile magico. Dopo aver appreso che l'incantesimo che Biagio intendeva usare su Agnese poteva distruggere le città e cancellare la loro cultura per sempre, i cattolici di Amakusa accettano di aiutare Tōma a salvare Agnese. A questo punto lanciano un attacco alla flotta, dove Tōma e il suo gruppo affrontano le Forze di Agnese. Le altre navi tentano di affondare il vascello in cui si trovano il gruppo di Tōma e le suore combattenti, finendo per ferire Angelene, che fa da scudo per difendere una delle altre suore. |                  |         |
| 40       | 16 | Rosario del tempo fissato 「刻限のロザリオ」 - Kokugen no Rozario | 28 gennaio 2011  |         |
| 40       | 16 | Lucia e i cattolici di Amakusa tengono a bada le suore combattenti, mentre Tōma, Index e Orsola continuano a recarsi verso l'ammiraglia. Mentre distrae un esercito di golem di ghiaccio, Tōma incontra poco dopo Biagio, che usa il suo incantesimo della croce per sconfiggerlo. Nel frattempo, Orsola riesce a trovare Agnese ma incontra anche Biagio e ascolta il suo piano di usare Agnese per attivare il potere della flotta per distruggere la Città Accademia. Mentre Biagio li sottomette, arriva Tōma e lo sconfigge. Con i suoi piani ormai andati in fumo, Biagio attiva l'incantesimo di autodistruzione della flotta. Tōma ordina ad Orsola di fuggire con Agnese e gli altri, mentre combatte Biagio, sconfiggendolo definitivamente e fermando l'incantesimo nonostante l'affondamento della nave. Quando si sveglia in ospedale, Tōma riceve una telefonata da Heaven Canceller, che lo informa di essere stato riportato in aereo alla Città Accademia e della scommessa di Mikoto. A Londra, Kaori saluta Orsola, arrivata con Agnese, dopo essere stata informata dei recenti eventi da Motoharu. Nella Città del Vaticano, una suora coperta di piercing del Seggio alla destra di Dio costringe il Papa a firmare un ordine per indagare su Tōma ed eliminarlo se questi dovesse rivelarsi un nemico.                                                                                             |                  |         |
| 41       | 17 | Penalità di gioco 「罰ゲーム」 - Batsu Gēmu | 4 febbraio 2011  |         |
| 41       | 17 | Alla Città Accademia è arrivato l'autunno e gli studenti si mettono le divise invernali. Accelerator, Last Order e Kikyō Yoshikawa si trasferiscono dall'ospedale nell'appartamento di Aiho Yomikawa mentre Misaka #10032 e altre tre Sisters iniziano la riabilitazione sotto la cura di Heaven Canceller. Nel frattempo, Mikoto fa fare a Tōma quello che vuole, come promesso nella loro scommessa, trascinandolo in un negozio di telefoni cellulari che offre un cinturino a tema Gekota agli acquirenti che firmano un documento valido per le coppie. Tuttavia, devono scattare una foto di sé stessi come se fossero una vera coppia di innamorati per avere una possibilità di qualificarsi per l'offerta, la quale però viene rovinato da una gelosa Kuroko che interviene in ogni modo. Altrove, Last Order esce dall'appartamento e racconta a Misaka #10032 alcuni fatti divertenti accadutagli di recente. Last Order è gelosa di essere l'unico clone di Misaka senza occhiali, quindi ruba quelli in possesso di Misaka #10032 e scappa. |                  |         |
| 42       | 18 | Numero del campione (Numero di serie) 「検体番号」 - Kentai Bangō (Shiriaru Nanbā) | 11 febbraio 2011 |         |
| 42       | 18 | A Londra, alcuni membri femminili di Necessarius hanno difficoltà nell'imparare a usare una lavatrice nuova. Intanto alla Città Accademia, Mikoto rivendica finalmente il cinturino del suo telefono mentre Tōma incontra Misaka #10032 alla ricerca di Last Order e le compra una collana per distinguerla da Mikoto. Quando quest'ultima si unisce a loro, Misaka #10032 inizia a prenderla in giro e ad aggrapparsi a Tōma, attirando l'attenzione di Last Order prima che Misaka #10032 parta di nuovo al suo inseguimento. Altrove, Hyōka Kazakiri appare dal Distretto Immaginario e viene arrestata dall'Anti-Skill. Accelerator si dirige al centro commerciale sotterraneo per cercare Last Order e finisce per incontrare Index, che ha deciso di aiutarlo a cercarla dopo averle offerto un pasto. Nel frattempo, Last Order si avvicina a Tōma per ringraziarlo per aver fermato l'esperimento del raggiungimento del Livello 6 e menziona le sue speranze di proteggere Accelerator. Tōma e Last Order presto si separano e si uniscono rispettivamente a Index e Accelerator, anche se i due ragazzi non sono in grado di vedersi, dopodiché entrambi tornano a casa. |                  |         |
| 43       | 19 | Amata Kihara (Ricercatore) 「木原数多」 - Kihara Amata (Kenkyūsha) | 18 febbraio 2011 |         |
| 43       | 19 | In Russia, Sasha Kreutzev cerca di apprendere gli effetti collaterali dell'essere posseduta dall'arcangelo Gabriele, ma viene molestata dalla sua superiore di nome Vasilisa. Nel frattempo alla Città Accademia, Last Order si sbuccia le ginocchia mentre torna a casa con Accelerator, spingendolo a comprarle delle bende. Tuttavia, il ragazzo viene attaccato da un gruppo di soldati armati chiamati "Hound Dog" guidati dal suo vecchio mentore di nome Amata Kihara. Sconfigge facilmente gli uomini armati, ma Amata riesce a picchiarlo. Così Accelerator raccoglie abbastanza forza e lancia in aria Last Order per metterla in salvo prima che Index si presenti sulla scena. Nel frattempo, Tōma va alla ricerca di Index e assiste a un gruppo dell'Anti-Skill che perde misteriosamente conoscenza. Si imbatte così in Last Order che gli chiede il suo aiuto. Nel frattempo, un mago del Seggio alla destra di Dio chiamato Vento del Fronte si infiltra nella Città Accademia e contatta Aleister per informarlo su come ha neutralizzato le forze Anti-Skill e Judgment oltre ad aver ucciso tre membri del suo consiglio di amministrazione. Per nulla turbato dalle sue minacce, Aleister ordina ad Amata di schierare l'angelo artificiale chiamato "Fuse Kazakiri" e catturare Last Order per eliminare Vento.                                                                                     |                  |         |
| 44       | 20 | Squadra di segugi (Hound Dog) 「猟犬部隊」 - Ryōken butai (Haundo Doggu) | 25 febbraio 2011 |         |
| 44       | 20 | Accelerator usa la presenza di Index come distrazione per costringere un autista di Hound Dog a farsi portare via. Prima che Amata possa inseguirli, appare Vento e sconfigge i suoi soldati. Nel frattempo, Tōma e Last Order cercano Accelerator e scappano dai nemici che la inseguono nascondendosi in un ristorante, dove anche qui tutti i presenti hanno perso conoscenza. Accelerator lascia Index alle cure di Heaven Canceller e viene informato della situazione di Last Order. Nel tentativo di eliminare gli Hound Dog che gli danno la caccia, li attira in una fabbrica ferroviaria e li uccide. Tōma e Last Order continuano a nascondersi, ma vengono affrontati da Vento, la cui presenza ha fatto perdere i sensi a diverse persone, tra cui Aiho e Kazari. Tōma difende i clienti privi di sensi e dice a Last Order di scappare mentre Vento inizia presto a sputare sangue ed è costretta a fuggire. Accelerator uccide finalmente l'ultimo soldato di Hound Dog, ma le sue azioni sono state testimoniate da un'unità di pattuglia dell'Anti-Skill, finendo per essere ricercato per sospettato omicidio. Nel frattempo, Motoharu indaga sulle azioni di Vento e si imbatte in un essere bianco e spettrale. |                  |         |
| 45       | 21 | Strumento per l'apprendimento (Testamento) 「学習装置」 - Gakushū Sōchi (Tesutamento) | 4 marzo 2011     |         |
| 45       | 21 | Motoharu combatte l'essere spettrale, che si scopre essere un collaboratore di Vento, che vuole uccidere i residenti privi di sensi della Città Accademia. Tōma chiama Accelerator dal cellulare di Last Order per aggiornarlo sul suo stato. Accelerator scopre presto che Amata è riuscito a catturare Last Order, anche se per qualche ragione la tiene in vita. Aleister quindi usa il Testamento con l'autorizzazione di Last Order per evocare un angelo in modo che appaia in città per colpire i maghi. Index si rende conto che l'angelo è Hyōka mentre lei, Tōma e Mikoto si dirigono verso la posizione dove si trova l'essere appena convocato. Mikoto tiene a bada gli Hound Dog mentre Index spiega che la Divine Retribution di Vento prende di mira chiunque abbia provato una certa emozione nei suoi confronti e Hyōka non è un angelo normale. Tōma le dice di lavorare con Mikoto per combinare la loro conoscenza della magia e della scienza. Nel frattempo, Accelerator irrompe nel quartier generale degli Hound Dog e affronta Amata. Mentre Tōma assiste allo stato controllato di Hyōka e si sente impotente poiché l'uso della sua mano destra potrebbe ucciderla, Vento appare dinanzi a lui e minaccia di ucciderli entrambi, così Tōma si alza per difendere Hyōka. |                  |         |
| 46       | 22 | Magia del Castigo Divino 「天罰術式」 - Tenbatsu jutsushiki | 11 marzo 2011    |         |
| 46       | 22 | Accelerator combatte Amata, ma la batteria del suo girocollo si esaurisce, interrompendo la sua connessione al Misaka Network e rimanendo paralizzato. Tuttavia, ricomincia a muoversi grazie alla sua forza di volontà. Nel frattempo, Tōma combatte Vento, che ha continuato ad essere indebolita dal Testamento, mentre Hyōka fa scendere della neve sulla città per proteggere i civili svenuti. Vento rivela il suo odio verso la scienza quando sia lei che il suo fratellino sono stati vittime di un incidente su una giostra di un parco divertimenti, così quando vennero portati in ospedale si scoprì che c'era sangue a sufficienza per salvare soltanto lei. Tōma discute contro il suo ragionamento per le sue azioni e riesce a metterla fuori combattimento. Index appare nel quartier generale degli Hound Dog e, con la conoscenza scientifica di Mikoto, apprende che Last Order è servita da contenitore per creare l'angelo. Così canta una canzone per spezzare le catene che controllano Last Order; il suono viene percepito anche da Accelerator che si risveglia e fa saltare in aria Amata nel cielo. Alla fine, Acqua del Retro del Seggio alla destra di Dio si presenta e dà la croce di Vento a Tōma poiché il suo Castigo Divino è stato dissipato. Così avverte il ragazzo di non combatterlo perché è un santo, dopodiché parte con Vento.                                             |                  |         |
| 47       | 23 | Prima della guerra 「開戦前」 - Kaisenmae | 25 marzo 2011    |         |
| 47       | 23 | Hyōka torna alla normalità con l'aiuto di Index e si incolpa per il caos che ha causato, ma Tōma le assicura che ha anche protetto la popolazione della città. Acqua si ritira con Vento e il resto dei suoi uomini dalla Città Accademia. Nel frattempo, Accelerator viene catturato dalle forze di sicurezza. Mentre la città si riprende dall'attacco di Vento, la classe di Tōma si riunisce per una cena in un ristorante di sukiyaki dove parlano dell'imminente guerra con la Città Accademia. Nel frattempo, il consiglio di amministrazione punisce Accelerator per le sue azioni facendolo entrare a far parte di una squadra speciale chiamata "GROUP", composta da Motoharu, Awaki ed Etzali. Dopo che il limite di tempo del suo girocollo è aumentato, Accelerator si unisce alla prima missione del GROUP di neutralizzare la minaccia rappresentata da una banda di ESPer di Livello 0 chiamata "Skill-Out" guidata da Ritoku Komaba, che ha approfittato della mancanza di sicurezza in città dato che l'Anti-Skill è costretta a difendere la periferia dagli attacchi della Chiesa cattolica. Awaki incontra Ritoku mentre la ragazza e Accelerator iniziano il loro attacco alla base degli Skill-Out. |                  |         |
| 48       | 24 | Banda armata (Skill-Out) 「武装集団」 - Busō shūdan (Sukiru-Auto) | 1º aprile 2011   |         |
| 48       | 24 | Awaki si ritrova svantaggiata dal momento che Ritoku è dotato di un esoscheletro militare rubato. Ritoku quindi affronta Accelerator usando una granata Chaff per interferire con il suo girocollo. Tuttavia, Accelerator usa una pistola per pulire l'aria e sparargli. In seguito incontra Misuzu ubriaca alla ricerca di un centro di database universitario. Poco dopo la donna incontra Tōma e Index. Nel frattempo il leader del GROUP contatta Accelerator e rivela che gli Skill-Out sono stati ingaggiati di uccidere Misuzu, che aveva pianificato di portare via sua figlia prima dello scoppia della guerra ormai imminente. Accelerator decide di salvare Misuzu e vede Tōma, che è stato contattato dalla donna e che decide di salvarla. Tōma riesce quindi a fuggire con Misuzu, ma vengono affrontati da un membro degli Skill-Out di nome Shiage Hamazura, che voleva ucciderla per evitare che venissero sterminati dalla direzione della città. Tōma lo rimprovera e lo mette fuori combattimento. Misuzu ammette il suo piano per portare Mikoto a casa, ma si sente al sicuro sapendo che ci sono persone come lui per proteggerla. Accelerator si incontra quindi con Motoharu, Awaki ed Etzali, e decidono di lavorare insieme in modo che un giorno possano affrontare i loro superiori. Index e Hyōka fanno successivamente visita a Tōma in un ospedale.                                       |                  |         |

### A Certain Magical Index III(2018-2019)
| Nº serie | Nº | Titolo italiano Giapponese 「Kanji」 - Rōmaji | In onda          | In onda |
| Nº serie | Nº | Titolo italiano Giapponese 「Kanji」 - Rōmaji | Giapponese       |         |
| 49       | 1  | Caos 「混乱」 - Konran | 5 ottobre 2018   |         |
| 49       | 1  | Cresce la tensione tra la Chiesa cattolica e la Città Accademia dopo l'attacco del 30 settembre di Vento del Fronte dal seggio alla destra di Dio, così la città inizia ad aumentare il proprio Livello di sicurezza. Tōma Kamijō ha avuto una giornata sfortunata dato che Index affamata lo ha morso, Seria Kumokawa lo ha colpito in testa con una palla, ha visto accidentalmente la sua insegnante di nome Suama Oyafune che si toglieva la gonna e Mikoto Misaka lo ha attaccato dopo aver visto una foto di lui e sua madre, Misuzu Misaka, sul suo telefono. Mentre si dirige a casa, Tōma è costretto a seguire un'anziana donna di nome Monaka Oyafune, che si è rivelata la madre di Suama, e i due parlano in un parco. Monaka rivela a Tōma di essere uno dei membri del consiglio di amministrazione della città e la sua paura per l'imminente guerra, quindi vuole che indaghi se le recenti proteste mondiali contro la Città Accademia siano ad opera della Chiesa cattolica. Motoharu Tsuchimikado si presenta sulla scena e spara a Monaka, ma quest'ultima spiega che gli ha ordinato di spararle per proteggere la sua famiglia e soddisfare il resto del consiglio di amministrazione pro-guerra che avrebbe scoperto presto il suo incontro segreto con Tōma. Tōma accetta di lavorare con lei e segue Motoharu mentre si dirigono ad Avignone, in Francia, tramite un jet supersonico. |                  |         |
| 50       | 2  | Il Seggio alla destra di Dio 「神の右席」 - Kami no useki | 12 ottobre 2018  |         |
| 50       | 2  | Tōma si paracaduta in un fiume e rischia di annegare, ma viene salvato da Itsuwa della Chiesa di Amakusa. Tōma spiega a Itsuwa che lui e Motoharu avevano in programma di trovare il Documento di Costantino, noto anche come Documento C, un manufatto magico che fu donato molto tempo prima dall'imperatore romano Costantino alla Chiesa cattolica per consentire al Papa di farsi credere dai suoi seguaci nonostante le informazioni confutabili, che hanno portato a disordini contro la Città Accademia in tutto il mondo. Itsuwa lo porta in un bar e spiega che il Documento C si trova attualmente ad Avignone e non nella Città del Vaticano per via dello storico conflitto tra Francia e Roma e le linee di potere della città consentivano al manufatto di diffonderne gli effetti in tutta Europa. Tuttavia, Tōma e Itsuwa sono costretti ad abbandonare il luogo dopo che i rivoltosi si sono resi conto della connessione di Tōma con la Città Accademia. Intanto a Londra, Stiyl Magnus e Agnese Sanctis interrogano i prigionieri Lidvia Lorenzetti e Biagio Busoni per ottenere delle informazioni sul seggio alla destra di Dio. Lidvia spiega che ci sono quattro individui speciali che hanno sacrificato la loro capacità di usare la magia normale in cambio di poteri divini per liberarsi del peccato originale e avvicinarsi così a Dio. Mentre evitano i rivoltosi, Tōma e Itsuwa ricevono una chiamata da Motoharu che ordina loro di trovare una delle linee di potere della città in modo che l'Imagine Breaker di Tōma possa distruggere gli effetti del Documento C. Poco prima che interrompano una delle linee di potere della città situate in un museo, Tōma e Itsuwa vengono attaccati da uno dei membri del seggio alla destra di Dio chiamato Terra della Sinistra. |                  |         |
| 51       | 3  | Il Documento C 「C文書」 - C bunshō | 19 ottobre 2018  |         |
| 51       | 3  | Motoharu si presenta sulla scena e si unisce a Tōma e Itsuwa nella loro battaglia contro Terra, che è fuggito rapidamente dopo l'arrivo di alcune Powered Suit senza pilota inviate dalla Città Accademia. Motoharu quindi rimane indietro per fermarle mentre Tōma e Itsuwa inseguono Terra al Palazzo dei Papi. Dopo aver raggiunto il palazzo completamente vuoto, Tōma chiama Mikoto per farsi riferire alcune notizie riguardanti la Città Accademia. Così questa lo informa che è stata inviata un'operazione per ripulire Avignone dai nemici, occupandosi così di un pericoloso gruppo religioso, ma la loro conversazione viene interrotta quando Terra si presenta a loro con il Documento C. Durante la loro lotta, Terra scopre che Tōma non ha ancora raggiunto la piena potenza di Imagine Breaker a causa dei suoi ricordi andati perduti. Tōma approfitta così di un punto debole nelle capacità del suo avversario per sconfiggerlo e distruggere il Documento C. Proprio mentre Tōma sta per apprendere da Terra i segreti del potere della sua mano destra, una squadra di bombardieri stealth abbordata da Accelerator attacca il palazzo, permettendo a Terra di fuggire. Più tardi nella Basilica di San Pietro, Terra viene ucciso da un altro membro del Seggio alla destra di Dio chiamato Acqua del Retro per aver coinvolto dei civili durante l'esecuzione del suo incantesimo. Acqua decide di affrontare il conflitto in solitario dopo i recenti fallimenti di Vento e Terra. |                  |         |
| 52       | 4  | Il lato oscuro della Città-Studio 「学園都市暗部」 - Gakuen toshi anbu | 26 ottobre 2018  |         |
| 52       | 4  | Il Team GROUP cattura un individuo senza nome noto come "Management" per interrogarlo, ma quest'ultimo viene ucciso da Banka Yobō. Etzali indaga nell'alloggio di Management ma arriva il BLOCK, costringendolo a travestirsi da uno degli agenti e lasciare alcuni indizi per la sua squadra. Il GROUP apprende che Management ha venduto un'arma a un cecchino di nome Chimitsu Sunazara che aveva pianificato di prendere di mira Monaka. Accelerator interrompe il tentativo di assassinio dopo che Awaki Musujime lo ha teletrasportato nella posizione di Monaka. Il GROUP apprende presto che il tentato omicidio era un diversivo mentre il vero piano di SCHOOL è quello prendere di mira il laboratorio di ingegneria delle particelle. A complicare ulteriormente le cose, si stanno impegnando anche gli altri team come i MEMBER e l'ITEM. Nel frattempo, l'ex membro degli Skill-Out, Shiage Hamazura, sta ora lavorando con l'ITEM, guidato da Shizuri Mugino la quarta ESPer di Livello 5 assieme ai membri Rikō Takitsubo, Saiai Kinuhata e Frenda Seivelun; qui il ragazzo viene maltrattato da tutti i membri (tranne che da Takitsubo). Dopo aver appreso del tentato assassinio di Monaka, l'ITEM riesce a capire il vero obiettivo di SCHOOL e si dirige al laboratorio delle particelle dove affrontano Banka e lo uccidono. Nonostante la morte di un membro della squadra, il leader di SCHOOL nonché il secondo ESPer di Livello 5 della Città Accademia, Teitoku Kakine, fugge con il dispositivo che ha rubato, costringendo l'ITEM a dividersi mentre Shiage scappa dalla ragazza con l'abito da sera. Altrove, il GROUP scopre che il BLOCK sta progettando di rubare delle armi biologiche dal caveau dei virus della città, ma Etzali rivela che il caveau è un'esca poiché il loro vero obiettivo è un centro di controllo satellitare che controlla l'arma laser orbitale Hikoboshi II che si trova nello spazio. Intanto Accelerator si dirige da solo al centro di controllo del satellite per ingannare i BLOCK che vengono ingannarti dal loro trucco.                                               |                  |         |
| 53       | 5  | La materia oscura 「垣根帝督（ダークマター）」 - Kakine Teitoku (Dāku Matā) | 2 novembre 2018  |         |
| 53       | 5  | Un membro del Judgment di nome Kazari Uiharu accompagna Last Order mentre quest'ultima cerca Accelerator. Accelerator arriva sul posto e affronta un esperto telepate dei MEMBER di nome Saraku. Lo sconfigge dopo aver capito che poteva solo teletrasportarsi dietro i suoi avversari. Altrove, il leader dei MEMBER chiamato "Professore" affronta Teitoku ma viene ucciso dall'abilità Dark Matter di quest'ultimo. Nel frattempo, i BLOCK iniziano a disattivare il sistema di sorveglianza della Città Accademia per consentire a 5.000 mercenari di invadere la città. Tuttavia, Etzali travestito avverte gli elicotteri droni della città di fermare l'avanzata delle truppe nemiche. Nonostante le ingenti perdite, i restanti membri del BLOCK di nome Tatsuhiko Saku e Megumi Teshio procedono con il loro piano per uccidere il presidente del consiglio di amministrazione, Aleister Crowley, portando i mercenari nella struttura di detenzione della città per prendere in ostaggio i compagni imprigionati di Awaki, così quest'ultima si offre di teletrasportarli all'interno dell'edificio senza finestre. Il GROUP si infiltra nella struttura di detenzione mentre Accelerator rimane indietro per tenere a bada i rimanenti mercenari ed Etzali affronta un agente dei MEMBER e il suo collega della cabala magica azteca di nome Xochitl, che è venuto alla Città Accademia per ucciderlo per tradimento. Motoharu e Awaki affrontano Tatsuhiko e Megumi mentre cercano di liberare i compagni di Awaki dalle loro celle. Megumi uccide quindi Tatsuhiko per aver messo in pericolo gli ostaggi e decide di convincere con la forza Awaki a lavorare con lei. Nonostante Megumi abbia messo fuori combattimento Motoharu, Awaki riesce a sconfiggerla dopo aver superato il trauma dell'auto-teletrasporto. Dopo aver salvato gli ostaggi e salvato la vita di Xochitl da un grimorio che aveva usato contro Etzali, il GROUP torna finalmente a casa. Nel frattempo, Teitoku arriva al nascondiglio dell'ITEM dopo aver torturato Frenda per conoscere la posizione dei suoi colleghi.                            |                  |         |
| 54       | 6  | Super-ESPer 「超能力者達」 - Chō nōryoku-sha-tachi | 9 novembre 2018  |         |
| 54       | 6  | Shiage scopre che la SCHOOL ha attaccato l'appartamento degli ITEM e trova Rikō e Saiai sconfitte da Teitoku. Teitoku cerca di uccidere Shiage ma viene fermato da Rikō con la sua abilità AIM Stalker che si attiva assumendo farmaci chiamati Body Crystal. Nonostante ciò viene poi colpita dalla ragazza Alla fine viene colpita dalla ragazza con l'abito da sera. La SCHOOL se ne va dopo aver raggiunto la loro missione di disabilitare il potere di Rikō. Shizuri vuole vendicarsi con astio di Teitoku, quindi ordina a Rikō di usare il suo potere nonostante il rischio di un'overdose. Shiage confisca la droga per proteggere Rikō e la lascia sotto la cura di un ufficiale dell'Anti-Skill di nome Aiho Yomikawa, poi affronta Shizuri, che ha recentemente ucciso Frenda per averli traditi. Mentre Shizuri lo insegue per ottenere i cristalli da lui, Shiage la conduce in un edificio abbandonato e usa se stesso come esca per sconfiggerla pugnalandole l'occhio destro, sparandole e mettendola fuori combattimento con un pugno. Nel frattempo, Teitoku tortura Kazari per sapere dove si trova Last Order, ma viene salvata da Accelerator, facendo scontrare i due ESPer di Livello 5 in tutta la città. Teitoku rivela il suo odio per Aleister dopo aver scoperto che il presidente del consiglio lo considerava solo come un piano di riserva per il Progetto Shift del livello 6, così decide di uccidere Accelerator per dimostrare la sua superiorità. Nonostante la fatica nel lottare contro l'abilità di Teitoku, Accelerator riesce a sconfiggerlo. Aiho cerca di impedire ad Accelerator di uccidere Teitoku, ma viene pugnalata da quest'ultimo, facendo impazzire Accelerator che inizia a prendere a pugni Teitoku. Last Order arriva sul luogo e riesce a calmare Accelerator. Mentre la giornata si conclude con il ricovero in ospedale dei sopravvissuti feriti, Motoharu scopre un'organizzazione del lato oscuro assente nel caos odierno chiamata "DRAGON". |                  |         |
| 55       | 7  | Il terzo strato 「第三階層」 - Dai san kaisō | 16 novembre 2018 |         |
| 55       | 7  | Itsuwa arriva alla Città Accademia e dice a Tōma di essere stata assegnata come sua guardia del corpo per proteggerlo da Acqua, che vuole ucciderlo per aver rovinato i piani del Seggio alla destra di Dio. Mentre i compagni cattolici di Amakusa di Itsuwa guardano da lontano la scena e pianificano di far avvicinare i due, Mikoto li incontra mentre sta pensando alla rivelazione della perdita di memoria di Tōma. Quest'ultimo porta Itsuwa nel suo dormitorio e poi trova Index che sta distruggendo accidentalmente il loro bagno. Itsuwa decide di portare Tōma e Index in una SPA situata in un Livello sotterraneo del Distretto 22. Anche Mikoto si reca alla SPA e ha un incontro imbarazzante con Index e Itsuwa. Successivamente, Tōma e Itsuwa vanno a fare una passeggiata su un ponte quando Acqua appare dopo che quest'ultimo ha sconfitto il resto dei cattolici di Amakusa. Acqua chiede a Tōma di consegnare la sua mano destra che conteneva l'Imagine Breaker. A questo punto Tōma e Itsuwa tentano di contrattaccarlo ma non sono in grado di colpirlo a causa dei suoi poteri da santo. Dopo aver ridotto Tōma in pessime condizioni, Acqua gli dà un altro giorno per rinunciare alla sua mano destra mentre Itsuwa si sente in colpa per aver fallito nella sua missione di proteggerlo. |                  |         |
| 56       | 8  | La distruzione dei santi 「聖人崩し」 - Seijinkuzushi | 23 novembre 2018 |         |
| 56       | 8  | Toma è ricoverato in ospedale mentre Itsuwa è ancora depressa per non essere riuscita a proteggerlo, ma viene motivata a reagire dopo che il leader della Chiesa di Amakusa, Saiji Tatemiya, le ha impartito una severa lezione. I cattolici di Amakusa preparano così le armi per fronteggiare un'altra battaglia contro Acqua. Ricevono informazioni da Orsola Aquinas sul passato e sulle capacità del loro avversario, preparandosi ad affrontarlo. I cattolici di Amakusa lanciano una maledizione su Acqua ma viene annullata dal potere della sua Madre Divina. Quindi lanciano un incantesimo noto come "Saint Destroyer" progettato specificamente per sconfiggere i santi come lui. Itsuwa lancia l'incantesimo con la sua lancia, ma l'attacco sembra non funzionare contro Acqua. I cattolici di Amakusa vengono rapidamente sopraffatti e sconfitti, ma vengono risparmiati quando Aqua li lascia andare dopo aver percepito la presenza di un altro santo di nome Kaori Kanzaki. Acqua affronta Kaori in un combattimento, dove quest'ultima giura di sconfiggerlo per il bene dei suoi compagni di Amakusa. |                  |         |
| 57       | 9  | Il culto della Santa Madre 「聖母崇拝」 - Seibo Sūhai | 30 novembre 2018 |         |
| 57       | 9  | La battaglia tra Acqua e Kaori continua, ma presto si scopre che lui ha molto più potere di lei. Nel frattempo, Tōma riprende conoscenza e sgattaiola fuori dall'ospedale per aiutare i cattolici di Amakusa contro Acqua. Si imbatte in Mikoto mentre si sta recando nel luogo della battaglia e scopre che la ragazza è venuta a conoscenza della sua perdita di memoria. Mikoto vuole unirsi a Tōma nella sua lotta, ma lui rifiuta e la lascia indietro. Mentre Tōma scompare dalla sua vista, Mikoto realizza i veri sentimenti che prova per lui. Nel frattempo, Acqua continua a sopraffare Kaori fino a quando i cattolici di Amakusa non si uniscono alla battaglia per aiutarla. Kaori scopre la debolezza di Acqua quando ha accumulato sia il suo potere di Madre Divina che lo status di Santo, diventando estremamente vulnerabile agli incantesimi che potrebbero colpire chi detiene i poteri di un Santo. Ciò suggerisce che il Saint Destroyer è l'unico vero punto debole di Acqua, che farebbe sì che il potere della sua Madre Divina dilaghi e autodistrugga il suo corpo. Itsuwa scopre che Acqua ha preparato un incantesimo difensivo per contrattaccare durante la loro lotta precedente. Acqua si rende conto che la sua debolezza è stata scoperta e si prepara a lanciare un potente attacco contro i cattolici di Amakusa. Mentre l'attacco sta per andare a segno, arriva Tōma che riesce ad annullarlo con la mano destra, creando un'apertura per sconfiggere Acqua con il Saint Destroyer. Tornato nella Città del Vaticano, il Papa viene a conoscenza della sconfitta di Acqua e viene presto avvicinato dal capo del Seggio alla destra di Dio chiamato Fiamma della Destra. Fiamma spiega al Papa il suo disinteresse nel prendere di mira la Città Accademia e pensa di catturare Index per aumentare il suo potere, anche a costo di far precipitare l'Europa nel conflitto. Il Papa capisce le sue vere intenzioni e tenta di sottometterlo ma Fiamma lo sconfigge con il suo potere del Santo Diritto. Fiamma parte quindi per l'Inghilterra mentre il Papa ferito ordina a Vento di inseguirlo. |                  |         |
| 58       | 10 | Sky Bus 365 「スカイバス365」 - Sukai Basu 365 | 7 dicembre 2018  |         |
| 58       | 10 | Un'esplosione nella principale rotta commerciale tra la Gran Bretagna e l'Europa continentale nota come "Eurotunnel" danneggia gravemente sia l'economia inglese che quella francese, provocando un aumento delle tensioni tra i due Paesi. La famiglia reale britannica convoca Index come consulente per determinare la natura dell'esplosione, con Tōma in qualità di suo tutore. Il loro volo in Gran Bretagna subisce delle battute d'arresto quando Tōma scopre delle macchie di sangue in un deposito di cibo e apprende dall'equipaggio di volo dell'imbarco di un membro francese dell'organizzazione terroristica anti-inglese che prevede di eliminare le rotte di rifornimento aeree dell'Inghilterra. Tōma viene trattenuto in una stanza per impedirgli di causare il panico tra i passeggeri mentre il terrorista si siede accanto a Index per sabotare gli stabilizzatori di atterraggio dell'aereo vicino al sedile di Tōma e poi la prende in ostaggio. Fortunatamente, Tōma riesce a sentire Index mentre sta cercando di liberarsi dal terrorista all'interno di una stanza adiacente alla sua e la salva. Nel frattempo, Necessarius viene a conoscenza del dirottamento e lancia una serie di illusioni per costringere l'aereo ad effettuare un atterraggio di emergenza, ma i loro sforzi vengono vanificati da una terza parte non identificata. Intanto sull'aereo, Tōma sottomette il terrorista e sospetta che il suo complice si fosse intrufolato nelle stiva del velivolo durante lo scalo a Parigi prima di procedere con il loro piano. Tōma si dirige verso il luogo in cui si è nascosto l'altro uomo e con l'aiuto di Stiyl, arrivato a bordo di un jet stealth agli ordini di Necessarius, riesce a neutralizzare il secondo terrorista. |                  |         |
| 59       | 11 | Labirinto d'Inghilterra 「英国迷路」 - Eikoku meiro | 14 dicembre 2018 |         |
| 59       | 11 | Tōma e Index arrivano a Edimburgo e vengono portati da Kaori a Buckingham Palace per incontrare la regina Elizard, la prima principessa Riméa, la seconda principessa Carissa, la terza principessa Villian e il capo dei cavalieri. Qui viene presentata la Curtana Original, una spada con potere ugualmente allineato a quello dell'arcangelo Michele, e la Curtana Second, un sostituto attualmente brandito da Elizard dopo che l'originale è andato perduto. Elizard invia Index, il capo dei cavalieri, Carissa e Villian all'Eurotunnel e istruisce Necessarius a determinare il vero obiettivo della cabala magica chiamata "New Light", che si è rivelata essere il motivo per cui era stato impedito l'atterraggio di emergenza in precedenza. Nel frattempo, i membri della New Light arrivano con le valigie di un manufatto mentre Tōma e Oriana Thomson, che attualmente lavoravano con Necessarius, inseguono uno dei loro membri di nome Lessar. Presto scoprono che le valigie sono collegate magicamente, permettendo al manufatto di teletrasportarsi tra i vari membri. Successivamente Tōma salva Lessar dall'assassinio dei Cavalieri d'Inghilterra e la ragazza per sdebitarsi con lui rivela che il manufatto è la Curtana Original e che stanno lavorando per Carissa, che ha pianificato di usarla per prendere il controllo della monarchia per preparare il terreno per la sua invasione della Francia. |                  |         |
| 60       | 12 | Mercenario 「傭兵」 - Yōhei | 21 dicembre 2018 |         |
| 60       | 12 | Carissa inizia a mobilitare i Cavalieri d'Inghilterra che partono all'assalto. Smartvery e le sue amiche streghe si scontrano con i cavalieri vicino al confine del Paese. Agnese e le sue compagne di battaglia si confrontano con altri cavalieri ma riescono a sfuggire dalle loro grinfie. Intanto all'Eurotunnel, Index conferma tramite la magia il coinvolgimento della Francia nell'esplosione, giustificando la decisione di Carissa di invadere il Paese. Tōma, Oriana e una Lessar ferita lottano per sfuggire dai cavalieri finché Sherry Cromwell non li attacca. Nel frattempo, Kaori arriva per sconfiggere Carissa ma viene sconfitta dal capo dei cavalieri. Carissa gli ordina di intercettare la carrozza di Villian e decapitarla. Tuttavia Acqua salva Villian e le permette di fuggire via. Grazie all'aiuto di Oriana, Tōma si intrufola a bordo di un treno che lo porterà all'attuale posizione di Index e incontra un membro imprigionato della New Light di nome Floris. La libera distruggendo le sue manette con l'Imagine Breaker, facendosi così scoprire dalle guardie, ma i due riescono comunque a saltare giù dal treno. Altrove, Acqua ha a che fare con i feroci attacchi del capo dei cavalieri come conseguenza della sua sconfitta nella Città Accademia, mentre Elizard e l'arcivescovo di Canterbury Lola Stuart si liberano dai cavalieri ma incontrano difficoltà a tornare a Londra. |                  |         |
| 61       | 13 | Curtana Original 「カテーテル オリジナル」 - Katēteru Orijinaru | 28 dicembre 2018 |         |
| 61       | 13 | Tōma e Floris incontrano Villian e vengono trovati dai cattolici di Amakusa. Continuando la sua ricerca, il ragazzo trova Index e incontra anche Aqua, che ha da poco sconfitto il capo dei cavalieri, così come l'equipaggio della sua carrozza. Carissa sopraggiunge sul luogo e li attacca, ma Acqua salva i due che ha a fianco e li lascia ai cattolici di Amakusa che si imbarcano su un aereo. Kaori e Saiji informano Tōma del loro piano per sovraccaricare la Curtana Original usando la ferrovia speciale trovata nella metropolitana sotto Buckingham Palace e la fortezza volante delle streghe chiamata "Coven Compass". Più tardi, Tōma, Index e Villian camminano attraverso il tunnel quando incontrano un gigante di argilla norvegese. Riescono a distruggerlo e portano a termine con successo la loro missione. Saiji prepara una grande festa per tutti prima che assaltino il palazzo. Intanto il capo dei cavalieri contatta Acqua e discute con lui su quale sarebbe il risultato del sovraccarico della Curtana Original, mentre Elizard, Riméa e Lola stanno per raggiungere Londra, con la Regina che menziona la possibilità di utilizzare la bandiera conservata nel British Museum. |                  |         |
| 62       | 14 | Eroi 「英雄達」 - Eiyū-tachi | 11 gennaio 2019  |         |
| 62       | 14 | Le streghe di Coven Compass iniziano a sferrare un attacco a Buckingham Palace, mentre gli alleati di Tōma riescono a raggiungere il palazzo e combattere Carissa, ma si trovano in svantaggio per via dei suoi attacchi. Nel frattempo, Riméa li osserva da lontano e scopre il vero piano di Carissa, ovvero quello di farsi seppellire insieme ai manufatti della Curtana una volta che avrà distrutto i nemici nazionali e stranieri del Regno Unito, così ordina ai suoi uomini di salvarla. Il capo dei cavalieri e Acqua si uniscono a Kaori per sconfiggere Carissa, ma lottano con la sua Curtana Original e la situazione si fa più difficile. Elizard arriva con la Union Jack che consentirà ai cittadini britannici di contrattaccare. Carissa viene finalmente sconfitta e viene presa a pugni da Tōma. La giovane donna riprende conoscenza in un vicolo e trova Fiamma che le racconta del suo coinvolgimento nei recenti eventi, ma Tōma riesce a salvarla e vede che Fiamma che è entrato in possesso del telecomando della Penna di Giovanni per controllare Index. Alla fine Fiamma lancia una sfida a Tōma e parte per la Russia. |                  |         |
| 63       | 15 | Spark Signal 「迎電部隊（スパークシグナル）」 - Mukai-den butai (Supāku Shigunaru) | 18 gennaio 2019  |         |
| 63       | 15 | Il GROUP ha il compito di eliminare una fazione chiamata "Spark Signal". Shiage visita Rikō e Saiai Kinuhata in un luogo appartato, con quest'ultimo che lo informa in seguito dell'adesione a una nuova squadra composta da membri eliminati di ITEM, SCHOOL, BLOCK e MEMBER. Accelerator salva un gruppo di bambini tenuti in ostaggio da Spark Signal in una struttura sotterranea dove è presente un acceleratore di particelle con l'intenzione di farsi rivelare dai terroristi tutte le informazioni relative a DRAGON. Un membro del consiglio di amministrazione della Città Accademia di nome Thomas Platinaburg ordina a una mercenaria di nome Stephanie Gorgeouspalace di uccidere Accelerator, ma viene invece eliminata da quest'ultimo dopo aver menzionato le ferite riportare dal suo amico Chimitsu. Shiokishi, anche lui uno dei membri del consiglio di amministrazione, incarica GROUP di uccidere il resto dei Spark Signal. Nel frattempo, Saiai decide di eliminare da sola i Spark Signal secondo il compito della nuova squadra, ma lei e Shiage vengono improvvisamente inseguiti da un elicottero. Con un po' di fortuna riesce a distruggerlo e lo lascia indietro mentre il mezzo provoca distruzione nella sua discesa. Shiage riceve quindi una chiamata dalla ragazza con l'abito da sera che lo informa che Spark Signal ha preso il controllo dell'edificio della stanza privata in cui alloggia Rikō. |                  |         |
| 64       | 16 | Il consiglio di amministrazione 「統括理事会」 - Tōkatsu riji-kai | 25 gennaio 2019  |         |
| 64       | 16 | Shiage riesce a raggiungere l'edificio interessato tramite un elicottero. Anche Accelerator arriva sul luogo e sottomette i Spark Signal quando la guardia del corpo di Shiokishi di nome Sugitani gli appare dinanzi e uccide gli agenti rimanenti. In seguito trova Shiage e Rikō indebolita. Saiai arriva vicino all'edificio ma viene improvvisamente attaccata da Stephanie. Intanto il GROUP viene a conoscenza di tutte le squadre che volevano sapere che DRAGON fosse stato eliminato quando il loro nascondiglio viene distrutto. Accelerator riesce a fuggire paralizzato, ma un uomo che ha salvato la sua amata insegnante da Spark Signal lo aiuta. Motoharu contatta Accelerator e gli dice di andare al Distretto 21 per chiedere aiuto a Monaka. In un centro commerciale sotterraneo, Shiage e Rikō trovano Saiai attaccata da Stephanie. Il GROUP arriva al nascondiglio di Shiokishi, con Etzali travestito da Monaka. Accelerator e Awaki si separano da lui e incontrano Sugitani, mentre Etzali incontra Shiokishi. Chiede di smettere di eliminare gli altri e chiede di DRAGON, ma Shiokishi non ne fornisce dettagli. Etzali rivela la sua identità, spingendo Shiokishi a incaricare le sue due guardie del corpo di ucciderlo, ma le trova morte, così al loro posto appaiono i colleghi di Etzali della cabala magica azteca, ovvero Tecpatl e Tochtli. |                  |         |
| 65       | 17 | DRAGON 「怪物（ドラゴン）」 - Kaibutsu (Doragon) | 1º febbraio 2019 |         |
| 65       | 17 | Mentre Awaki è priva di sensi, Accelerator affronta Sugitani e riesce a sconfiggerlo nonostante sia paralizzato. Etzali continua a combattere Tecpatl brandendo un grimorio originale basato sul calendario azteco fino a quando non lo uccide. Nel frattempo, Saiai riesce a sconfiggere Stephanie nonostante la mancanza di azoto nell'area. Avverte Shiage di fuggire poiché lui è il vero obiettivo e viene catturato dagli agenti guidati dalla ragazza in abito da sera, che rivela che sono alla ricerca di Shiage in quanto una rappresenta una minaccia al piano di Aleister. Il GROUP interroga Shiokishi prossimo alla morte per sapere qualche informazione su DRAGON ma tutti perdono conoscenza, tranne Accelerator, che si ritrova dinanzi all'angelo di nome Aiwass. Accelerator viene sconfitto da Aiwass in una breve lotta e viene informato dall'angelo di andare in Russia per trovare Index, la quale sarà in grado di rimuovere il virus all'interno di Last Order. Nel frattempo, Shiage e Rikō vengono salvati dall'inseguimento dei soldati da Shizuri, che sembra essere ancora viva. Il ragazzo sconfigge Shizuri per la seconda volta e pilota un jet supersonico per fuggire dalla Città Accademia con Rikō. Tōma, invece, arriva in Russia. |                  |         |
| 66       | 18 | L'Alleanza delle Nazioni Indipendenti 「独立国同盟」 - Dokuritsu gokudōmei | 8 febbraio 2019  |         |
| 66       | 18 | Il governo russo dichiara guerra alla Città Accademia. Shiage e Rikō arrivano in Russia mentre la salute di quest'ultima peggiora, invece Accelerator e Last Order salgono su un treno e incontrano tre soldati sconosciuti in possesso di una valigetta. Intanto Tōma viene seguito da Lessar, che ha pianificato di sedurlo per portarlo dalla parte del Regno Unito. Nel frattempo, una flotta abbordata da Kaori e dalle Forze di Agnese viene attaccata dai maghi francesi, ma Carissa e il capo dei cavalieri li contrattaccano. Tōma e Lessar si infiltrano nella base di Fiamma e scoprono il suo piano per catturare Sasha Kreutzev che si trova nell'Alleanza delle Nazioni Indipendenti di Elizalina. I due in seguito arrivano sul luogo e incontrano Elizalina in persona, così arriva anche Fiamma e li attacca, attirando di conseguenza pure Sasha. Non passa molto tempo e sulla scena si presenta anche Vento, intenta a catturare Fiamma per aver causato problemi alla Chiesa cattolica. Mentre Accelerator e Last Order arrivano in una base militare distrutta con la pergamena che ha recuperato dai tre soldati in precedenza, una ragazza mascherata che si è imbarcata su un aereo li osserva da lontano. |                  |         |
| 67       | 19 | Misaka Worst 「番外個体 (ミサカワースト)」 - Bangai Kotai (Misaka Wāsuto) | 15 febbraio 2019 |         |
| 67       | 19 | La ragazza mascherata affronta Accelerator e si presenta come Misaka Worst. Nel frattempo, Vento evoca una nave di ghiaccio della flotta della regina di Biagio per attaccare Fiamma, ma viene comunque sconfitta. Fiamma rivela di essere consapevolmente connesso con Index, che attualmente riposa a Londra, e prende in giro Tōma per aver mentito sulla sua perdita di memoria di fronte alla sua amica. Quindi se ne va, lasciando una Sasha priva di sensi. In un villaggio vicino al confine dell'Alleanza delle Nazioni Indipendenti di Elizalina, Rikō viene curata dal medico locale in cambio della batteria dell'auto di Shiage da utilizzare come fonte di elettricità. All'improvviso arrivano i militari russi e iniziano a bombardare il luogo. Nel frattempo, un terrorizzato Accelerator scappa da Misaka Worst e non è in grado di contrattaccare a causa della sua promessa di non ferire più i cloni di Misaka. Alla fine, decide di vendicarsi quando lei ha minacciato di uccidere Last Order e la picchia brutalmente. Questo fa sì che Accelerator ricordi il momento in cui ha ucciso i 10.000 cloni di Misaka e rimane traumatizzato dalle sue azioni. Alla fine questi promette di farla pagare ai responsabili di questa situazione. |                  |         |
| 68       | 20 | Una ragione per proteggere 「守る理由」 - Mamoru riyū | 22 febbraio 2019 |         |
| 68       | 20 | Accelerator riesce a fermare l'emorragia di Misaka Worst mentre diventa mentalmente instabile, intanto Tōma e Lessar lasciano l'Alleanza delle Nazioni Indipendenti di Elizalina. Nel frattempo, Shiage aiuta gli abitanti del villaggio a combattere i militari quando riceve un aiuto inaspettato da Acqua. D'altra parte, Carissa e le sue forze britanniche continuano a combattere le forze francesi quando arriva il loro capo, La Fanciulla di Versailles. Tōma e Lessar si imbattono in Accelerator totalmente impazzito, e il primo ragazzo lo sconfigge dopo averlo fatto uscire dal suo stato mentale, dopodiché aiuta Last Order usando il suo Imagine Breaker. Nel frattempo, Carissa spiega alla Fanciulla di Versailles che il manuale di difesa russo prevedeva l'impiego di un'arma biologica aerea chiamata "Rapporto del Cremlino" nelle loro strutture nucleari. Intanto alla Città Accademia, Mikoto e Kuroko trovano un video di un notiziario online in cui si intravedeva Tōma sullo sfondo, spingendo la prima ragazza a seguirlo. Nel frattempo in Russia, Accelerator viene inviato all'Alleanza delle Nazioni Indipendenti di Elizalina con Last Order e trova un appunto che riporta le parole "Index Librorum Prohibitorum". Intanto Fiamma prepara Sasha per l'evocazione della Stella di Betlemme. |                  |         |
| 69       | 21 | La stella di Betlemme 「ベツレヘムの星」 - Betsurehemu no hoshi | 1º marzo 2019    |         |
| 69       | 21 | Vasilisa contatta il Papa per discutere del loro piano per affrontare la guerra in corso, nel frattempo Aiwass ordina a Hyōka Kazakiri di fermare l'arcangelo Gabriele in Russia. Acqua e Shiage riescono a liberare i paesani dai militari, quindi il secondo si ritira non appena vede arrivare le forze della Città Accademia intente a proteggere il villaggio. Shiage e Rikō vengono inseguiti da una Powered Suit dalla Città Accademia, ma vengono salvati da Accelerator dopo aver raggiunto l'Alleanza delle Nazioni Indipendenti di Elizalina. Il trio incontra Elizalina, che è riuscita a curare Rikō ad eccezione di Last Order a causa del virus che risiede dentro di lei, il quale si rigenera nonostante lo abbia rimosso. Accelerator decide quindi di collaborare con Misaka Worst per trovare un modo per curare Last Order. A Londra, Stiyl affronta Lola per aver messo Index sotto il suo controllo con il suo telecomando di riserva. Nel frattempo, Fiamma evoca una grande fortezza volante chiamata "Stella di Betlemme" e chiama l'arcangelo Gabriele al suo cospetto. Proprio in quel momento, arriva Mikoto in aereo, ma il suo mezzo viene distrutto dall'arcangelo. Nonostante ciò ad atterrare con sicurezza a terra e incontra Misaka #10777. |                  |         |
| 70       | 22 | Gabriele 「天使の力」 - Gaburieru | 8 marzo 2019     |         |
| 70       | 22 | Tōma incontra Sasha alla Stella di Betlemme, mentre Fiamma ordina all'arcangelo Gabriele di recuperare la pergamena per completare il suo piano. Shiage e Rikō trovano il Rapporto del Cremlino e scoprono che sarebbe stato usato sul villaggio. Tōma è confuso nel vedere Sasha separata dall'arcangelo Gabriele a differenza dell'incidente di Angel Fall. I preti in rivolta vengono pacificati dal Papa, mentre il cardinale Pietro Yogdis ha intenzione di continuare il conclave papale per assicurarsi la sua promozione a nuovo Papa. Il Papa rassicura Pietro che sarà eletto nuovo capo della Chiesa cattolica e vuole solo il suo permesso di accedere alla Biblioteca vaticana per trovare un modo per contrastare il piano di Fiamma. Carissa collabora con la Fanciulla di Versailles per sconfiggere l'arcangelo Gabriele e ordina un attacco missilistico terra-aria verso la fortezza volante, spingendo l'arcangelo a ritirarsi. L'arcangelo Gabriele trova Tōma e Sasha su una monorotaia e sta per attaccarli quando Hyōka li salva. Nel frattempo, Misaka #10777 intercetta una trasmissione russa che ordina il lancio di una testata nucleare verso la fortezza volante. |                  |         |
| 71       | 23 | Fuse=KAZAKIRI 「ヒューズ＝カザキリ」 - Hyūzu Kazakiri | 15 marzo 2019    |         |
| 71       | 23 | A Londra, Stiyl fatica a trattenere Index mentre è in modalità Penna di Giovanni. Altrove, l'Arcangelo Gabriele e Hyōka continuano a combattere fino a quando il primo non scopre che la pergamena è posseduta da Accelerator. Accelerator decide di lasciare Last Order con Misaka Worst e combatte l'arcangelo, mentre Shiage e Rikō informano gli abitanti del villaggio del Rapporto del Cremlino. Nel frattempo, Acqua si unisce alla battaglia contro l'arcangelo Gabriele e usa la sua autorità come membro del Seggio alla destra di Dio per attirare gran parte del suo Thelema per trattenerlo. Tōma distrugge alcune parti della Stella di Betlemme con il suo Imagine Breaker per diminuire il potere dell'arcangelo. Accelerator riesce a sconfiggere il suo avversario con l'aiuto di Hyōka, mentre Shiage e Rikō trovano Acqua ferito. Fiamma viene a conoscenza della pergamena e si confronta personalmente con Tōma. Shiage e Rikō arrivano a un silo missilistico e ricevono aiuto dalla Città Accademia dopo aver appreso del Rapporto del Cremlino. Il ragazzo sopravvive al bombardamento del luogo condotto dal loro aereo bombardiere ma scopre che Rikō è scomparsa. |                  |         |
| 72       | 24 | Index 「禁書目録（インデックス）」 - Indekkusu | 22 marzo 2019    |         |
| 72       | 24 | Hyōka spiega ad Accelerator che la canzone che Index aveva cantato a Last Order durante l'attacco di Vento del Fronte alla Città Accademia è l'unico metodo per rimuovere il virus dal suo corpo. Shiage continua a cercare Rikō ma trova invece Shizuri. Quest'ultima assume quindi tutti i farmaci Body Crystal e impazzisce fino a quando il suo corpo non crolla a causa di un'overdose. Shiage cerca quindi di convincerla a farle cambiare atteggiamento nei suoi confronti e riconciliarsi come un tempo. Alla Stelle di Betlemme, Fiamma attacca Tōma combinando la conoscenza dei grimori di Index con quella della sua posizione come membro del Seggio alla destra di Dio. Ad un certo punto rivela il suo desiderio di ripristinare il mondo prima che l'umanità iniziasse a distruggerlo, ma Tōma non accetta il suo piano poiché vuole solo costringere tutti a fare la sua volontà. Successivamente Fiamma riesce a staccare il braccio destro di Tōma ma in seguito rimane impressionato nel vedere il suo avversario mentre riesce a fare ricrescere l'arto mancante. |                  |         |
| 73       | 25 | Ali 「翼」 - Tsubasa | 29 marzo 2019    |         |
| 73       | 25 | Shiage e Shizuri riescono a trovare Rikō quando notano tre Powered Suit scendere dall'aereo della Città Accademia, ma riescono a sconfiggerle. Altrove, Accelerator ottiene i dati della canzone di Index recuperati da Misaka Worst attraverso il Misaka Network e inizia a cantarla. Mentre continua a combattere Tōma alla Stella di Betlemme, Fiamma evoca delle gigantesche braccia d'oro in tutto il mondo. Il capo della cabala magica della luce solare color alba, Leivinia Birdway, ne distrugge uno e convince i Paesi coinvolti nella guerra a unire le forze per sconfiggerli. A Mosca, Vasilisa sconfigge il complice di Fiamma all'interno della Chiesa ortodossa russa, Nikolai Tolstoj, e libera il patriarca imprigionato, Krans R. Tsarskiy, dopodiché gli consiglia di collaborare con la Chiesa cattolica e la Chiesa d'Inghilterra per annullare l'incantesimo che tiene insieme la fortezza volante. Lessar avvisa Tōma di fuggire dalla Stella di Betlemme che sta perdendo quota, ma Fiamma afferma che il Thelema accumulato sarebbe comunque giunto a terra e avrebbe spazzato via l'intera civiltà. |                  |         |
| 74       | 26 | Figlio di Dio 「神の子」 - Kami no ko | 5 aprile 2019    |         |
| 74       | 26 | Accelerator salva Last Order nonostante le gravi ferite provocate dall'uso della magia. Nel frattempo, Tōma sconfigge Fiamma e decide di lasciarlo scappare. Incontra Mikoto e Misaka #10777 che arrivano per salvarlo, ma rifiuta il loro aiuto per affrontare la discesa della Stella di Betlemme. Tōma incontra quindi Index nella sua modalità Penna di Giovanni e si scusa per averle nascosto la sua perdita di memoria. Stiyl contatta Tōma e gli ordina di distruggere gli oggetti magici elevanti trovati nella fortezza volante. L'arcangelo Gabriele lo raggiunge ma viene sconfitto da Tōma mentre finiscono nell'oceano Artico. L'ITEM incontra i soldati che volevano recuperare Rikō, in quanto quest'ultima sembra avere il potenziale per diventare l'ottavo ESPer di Livello 5, ma il primo gruppo viene salvato dagli abitanti del villaggio. Successivamente Shiage e Accelerator negoziano per il loro ritorno in sicurezza alla Città Accademia. Altrove, Fiamma arriva a terra ma viene gravemente ferito da Aleister per aver appreso dell'Imagine Breaker, in seguito viene trovato da Ollerus e Silvia. In una conferenza stampa, Krans annuncia la fine delle ostilità tra la Russia e la Città Accademia. Nel frattempo, Leivinia e la sua assistente trovano Tōma privo di sensi che galleggia in acqua. |                  |         |

## Cortometraggi extra

### To aru majutsu no index-tan
In alcuni DVD sono presenti degli speciali dal titolo To aru majutsu no index-tan. Sono delle parodie simili a quelle realizzate per la serie Shakugan no Shana in cui sono rappresentate delle situazioni non presenti nella serie principale.
| Nº | Titolo italiano (traduzione letterale) Giapponese 「Kanji」 - Rōmaji | Pubblicazione    | Pubblicazione |
| Nº | Titolo italiano (traduzione letterale) Giapponese 「Kanji」 - Rōmaji | Giapponese       |               |
| 1  | Una certa magica Index-tan 「とある魔術のいんでっくすたん」 - To aru majutsu no index-tan | 23 gennaio 2009  |               |
| 1  | Tōma incontra Index in versione chibi (qui chiamata Index-tan), Tsuchimikado fa alcune televendite e Mikoto consiglia alle persone di risparmiare elettricità. |                  |               |
| 2  | Una certa magica Index-tan 2 「とある魔術のいんでっくすたん 2」 - To aru majutsu no index-tan 2 | 26 giugno 2009   |               |
| 2  | Aisa rivela i suoi pensieri, Index-tan si confronta con Tōma sul "suo" blog e Mikoto e le Sisters annunciano l'adattamento anime di A Certain Scientific Railgun. |                  |               |
| 3  | Una certa magica Index-tan 3 「とある魔術のいんでっくすたん 3」 - To aru majutsu no index-tan 3 | 26 gennaio 2011  |               |
| 3  | Index-tan si comporta come una certa ragazza calamaro, Agnese in versione chibi discute con Index-tan mentre Ruiko Saten si gode una serata tranquilla lontana dall'azione. |                  |               |
| 4  | Una certa magica Index-tan 4 「とある魔術のいんでっくすたん 4」 - To aru majutsu no index-tan 4 | 22 giugno 2011   |               |
| 4  | Tōma si vendica un po' nei confronti di Index-tan, Accelerator celebra i suoi premi come doppiatore e le Misaka Sisters giocano ad alcuni giochi "imouto". |                  |               |
| 5  | Una certa magica Index-tan edizione cinematografica: Il miracolo di Endymion 「劇場版とある魔術の禁書目録たん-エンデュミオンの奇蹟-があったりなかったり」 - Gekijōban Toaru Majutsu no indekkusu-tan: Endyumion no kiseki ga attari nakattari | 28 agosto 2013   |               |
| 5  | Index-tan si lamenta del poco tempo riservatole quando entra in scena, Laura risponde alle domande della gente riguardanti il film e Tōma cerca di decidere a quale ragazza dovrebbe dare un pugno. |                  |               |
| 6  | Una certa magica Index-tan 6 「とある魔術のいんでっくすたん 6」 - To aru majutsu no index-tan 6 | 26 dicembre 2018 |               |
| 6  | Index-tan chiede a Tōma il motivo della loro assenza dagli schermi per tanto tempo. Terra presenta svariati eyecatch simili a quelli della versione giapponese di Pokémon. Successivamente vengono parodiate le battaglie di Accelerator contro Teitoku e Terra contro Tōma e Itsuwa, dove i personaggi parlano di argomenti fuori contesto. Alla fine Tōma dice a Index-tan che sono passati dieci anni da quando hanno stretto amicizia. |                  |               |
| 7  | Una certa magica Index-tan 7 「とある魔術のいんでっくすたん 7」 - To aru majutsu no index-tan 7 | 30 aprile 2019   |               |
| 7  | Index-tan si lamenta di essere apparsa poco in scena mentre durante gli eyecatch Tōma viene raffigurato mentre indossa gli occhiali come il suo doppiatore Atsushi Abe. Alcune scene con Hamazura e Accelerator vengono rovinate da un gatto che continua a miagolare fuori scena. Tōma e Index tengono un breve quiz dove viene identificato Terra in qualsiasi cosa appaia sullo schermo. Accelerator rischia di essere sconfitto da un mochi gigante ma poi si libera dinanzi a Last Order. Index-tan parla di vari tipi di pesce in aereo. Il capo dei cavalieri mentre affronta Aqua utilizza il suo potere di rendere tutto quanto pari a zero per liberarsi di alcune spese e dagli impegni sull'agenda. Tōma afferma che se verranno acquistati Blu-ray a sufficienza di questa stagione, forse sarebbero riapparsi sugli schermi televisivi, così Index-tan sprona il pubblico ad acquistare la loro copia. Infine Tōma e Index, tornata alle sue fattezze originali, salutano il pubblico dicendo che avrebbero distrutto "quell'illusione". |                  |               |

## Pubblicazione

### Giappone
La pubblicazione in DVD della prima stagione, avvenuta in edizione limitata e regolare, è iniziata il 23 gennaio 2009 ed è terminata il 21 agosto 2009.
| Volume | Episodi | Data di pubblicazione |
| ------ | ------- | --------------------- |
| 1      | 1-3     | 23 gennaio 2009       |
| 2      | 4-6     | 25 febbraio 2009      |
| 3      | 7-9     | 25 marzo 2009         |
| 4      | 10-12   | 24 aprile 2009        |
| 5      | 13-15   | 29 maggio 2009        |
| 6      | 16-18   | 26 giugno 2009        |
| 7      | 19-21   | 24 luglio 2009        |
| 8      | 22-24   | 21 agosto 2009        |

La seconda stagione è stata pubblicata tra il 26 gennaio e il 22 settembre 2011.
| Volume | Episodi | Data di pubblicazione |
| ------ | ------- | --------------------- |
| 1      | 1-3     | 26 gennaio 2011       |
| 2      | 4-6     | 23 febbraio 2011      |
| 3      | 7-9     | 6 aprile 2011         |
| 4      | 10-12   | 25 maggio 2011        |
| 5      | 13-15   | 22 giugno 2011        |
| 6      | 16-18   | 27 luglio 2011        |
| 7      | 19-21   | 24 agosto 2011        |
| 8      | 22-24   | 22 settembre 2011     |

La terza stagione è stata pubblicata in DVD e Blu-ray Disc dal 26 dicembre 2018 al 31 luglio 2019.
| Volume | Episodi | Data di pubblicazione |
| ------ | ------- | --------------------- |
| 1      | 1-3     | 26 dicembre 2018      |
| 2      | 4-6     | 30 gennaio 2019       |
| 3      | 7-9     | 28 febbraio 2019      |
| 4      | 10-12   | 27 marzo 2019         |
| 5      | 13-16   | 30 aprile 2019        |
| 6      | 17-19   | 30 maggio 2019        |
| 7      | 20-22   | 26 giugno 2019        |
| 8      | 23-26   | 31 luglio 2019        |